# Línguas de Timor-Leste
De acordo com a Constituição do país, o tétum é a "língua nacional" de Timor-Leste, de origem malaio-polinésia com uma profunda influência da língua portuguesa, com a qual partilha o estatuto de "língua oficial". Existem mais quinze "línguas nacionais" em Timor-Leste: ataurense, baiqueno, becais, búnaque, cauaimina, fataluco, galóli, habo, idalaca, lovaia, macalero, macassai, mambai, quémaque e tocodede.
À língua indonésia e ao inglês é reconhecido apenas o estatuto de "línguas de trabalho em uso na administração pública a par das línguas oficiais, enquanto tal se mostrar necessário", segundo reza o artigo 159.º da Constituição da República Democrática de Timor-Leste.
Mercê de fluxos migratórios de população chinesa, o mandarim, o cantonês e, principalmente, o hacá são também falados por pequenas comunidades.

## Grupos étnicos

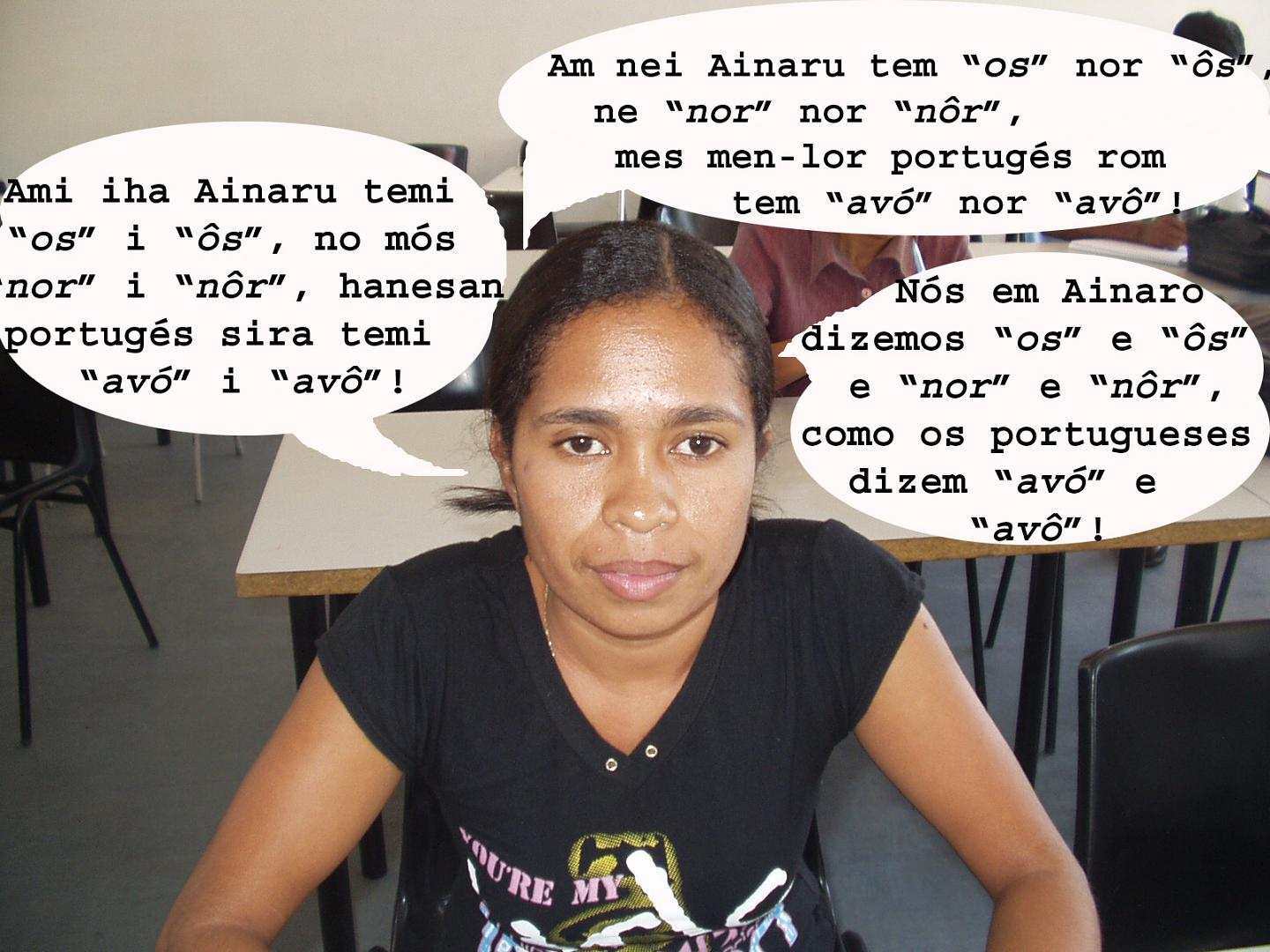
Línguas timorenses

A ilha de Timor foi, por primeiro, povoada pelos povos papua, cerca de 7000 a.C., e pelos povos austronésicos, aproximadamente 2000 anos a.C., tendo, posteriormente, sido abordada por outros povos em migração entre a Ásia e a Austrália e os arquipélagos do Pacífico. A diversidade geográfica da ilha, as guerras internas entre povos e a consequente integração de subgrupos em outros grupos étnico-linguísticos provocaram uma diversidade cultural e linguística no território, de tal forma que, hoje, dificilmente se podem identificar e territorializar os diferentes grupos étnicos. Um único grupo pode actualmente falar até cinco línguas diferentes, da mesma forma que uma mesma língua pode constituir a forma de expressão de vários grupos étnicos. Se atendermos apenas às características linguísticas dos povos, são reconhecíveis cerca de 20 grupos principais em Timor-Leste e um número mais reduzido de dialectos.
A grande maioria das línguas timorenses filia-se na família austronésica, ou malaio-polinésia, muito provavelmente difundida graças à ocupação proto-malaia da Insulíndia e ilhas do Pacífico. Outras línguas, como o búnaque, o fataluco e o macassai possuem, provavelmente, raízes nas línguas papuas.
A necessidade de comunicação entre povos, especialmente com fim a trocas comerciais, originou, ao longo dos tempos, a eleição de línguas francas. É neste sentido que deve ser compreendida a expansão do tétum, língua original dos Belos, divulgada pela sua conquista da parte leste da ilha de Timor.

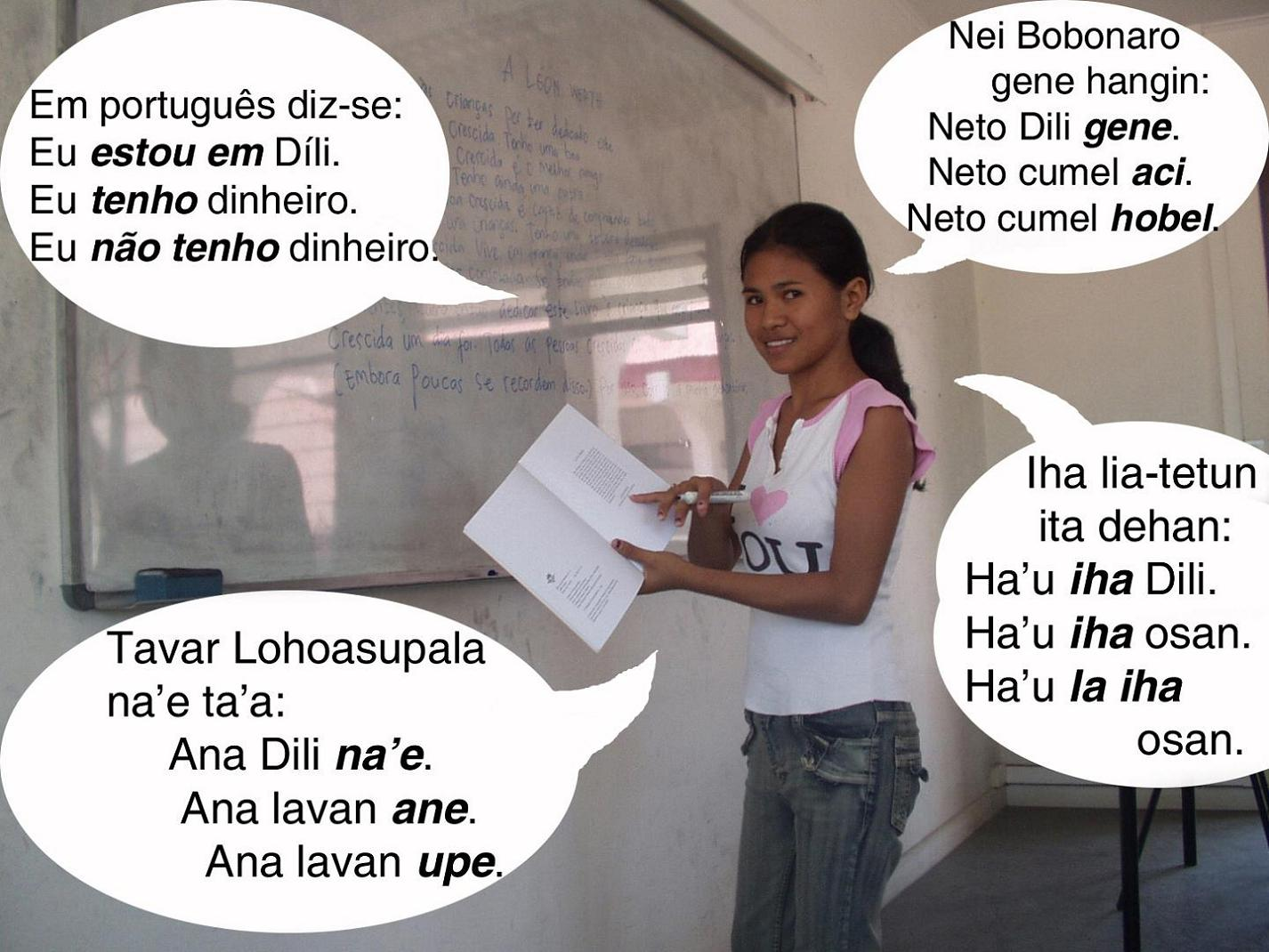
Línguas do Timor-Leste

Naturalmente, a evolução linguística e as diferentes ocupações do território têm vindo a provocar o desaparecimento de algumas línguas, absorvidas por outras de maior expressão ou reduzidas a minorias circunscritas. Desde meados do século XX até hoje, as principais línguas timorenses têm mantido uma percentagem de falantes semelhante ou manifestado uma tendência para a diminuição, como é o caso do tocodede e do quémaque. Apenas o tétum manifesta uma tendência para crescer, sabendo-se, inclusive, que, não obstante o facto de apenas 23% da população actual o considerar como primeira língua, mais de 80% da população o utiliza como a sua língua veicular.

## Distribuição das línguas pelo território
Em termos territoriais, à excepção do tétum, que se difunde numa área mais vasta mas descontínua, as línguas de Timor-Leste possuem uma expressão bem demarcada na ilha. No Oecusse a principal forma de comunicação é o baiqueno, língua original dos atoni, povo de Timor indonésio, prevendo-se a sua continuidade linguística devido ao isolamento do enclave. Ainda assim, o tétum já é falado por uma percentagem significativa da população.
Junto à fronteira com a Indonésia, a situação é de heterogeneidade. No sul, em Cova Lima, predomina o tétum, e no interior, em Bobonaro, o quémaque e o búnaque misturam-se.
Esta diversidade linguística é quebrada pela homogeneidade linguística dos municípios de Liquiçá e Díli e da zona do interior montanhoso. Em Liquiçá toda a população fala tocodede e em Díli a língua franca venceu como meio de comunicação. Nas montanhas é o mambai que se afirma como língua principal, estendendo-se até à costa sul do território, entrando pelos municípios de Ainaro e Manufahi. O mambai é ainda hoje a língua materna mais falada em todo o território, representando grupos étnicos variados.
No município de Manatuto são quatro os idiomas falados, com áreas de difusão claramente demarcadas: no norte fala-se o galóli, no centro o habo e no sul o tétum. Ainda que, percentualmente, o galóli não seja dos principais dialectos do país, ele assume alguma importância em Timor-Leste, na medida em que foi adoptado pela Igreja neste município e, por isso, fixado em gramáticas e dicionários.
Nos municípios de Baucau e Viqueque predomina o macassai como forma de expressão, ainda que não corresponda a um grupo étnico único, comunicando-se também em tétum nos postos administrativos mais ocidentais.
A chamada "Ponta Leste" é globalmente dominada pelo fataluco, ainda que na sua costa sul e na fronteira com Viqueque, se encontrem outras línguas com menor expressão.

Census 2010
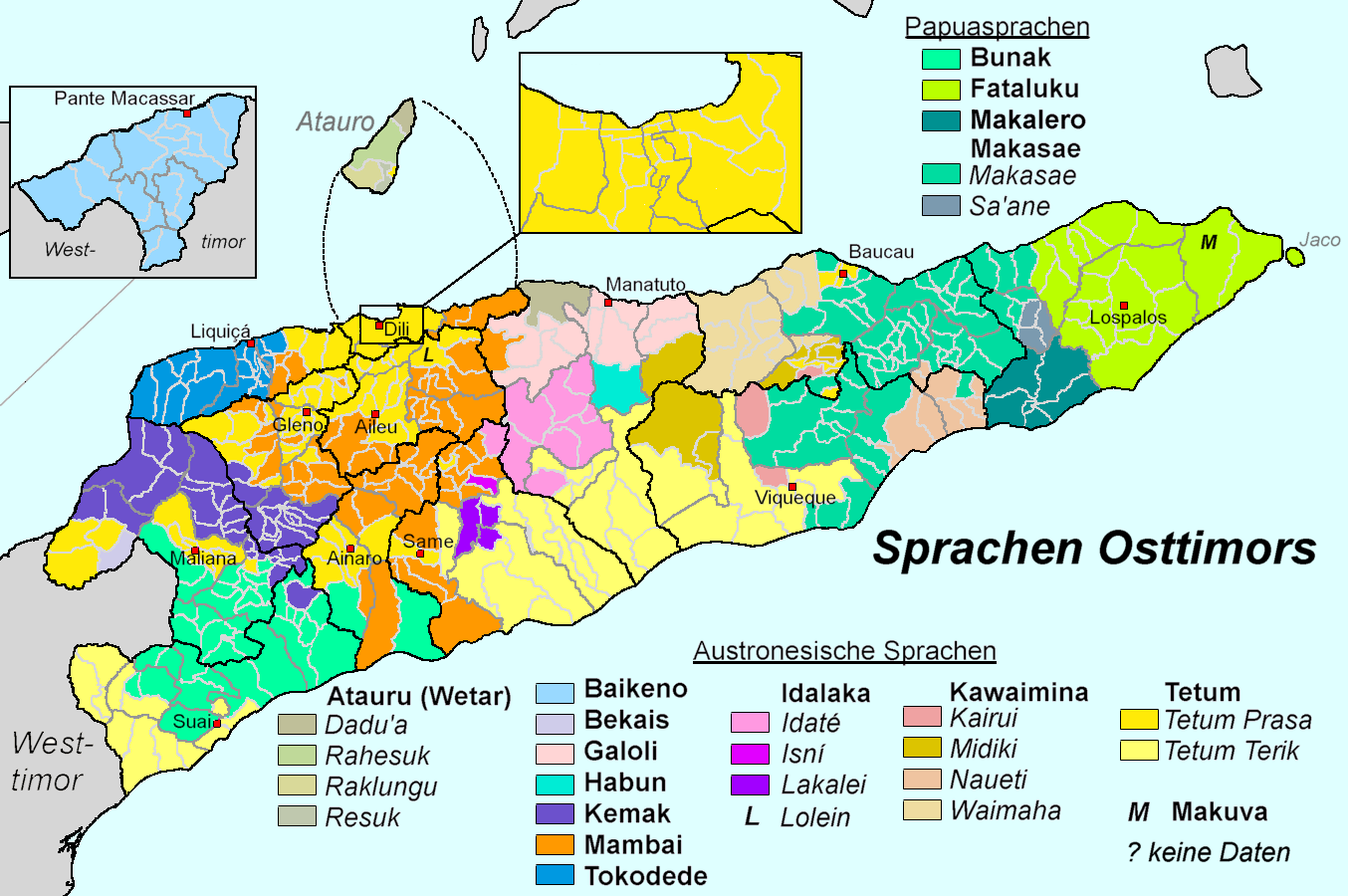
Línguas de Timor-Leste
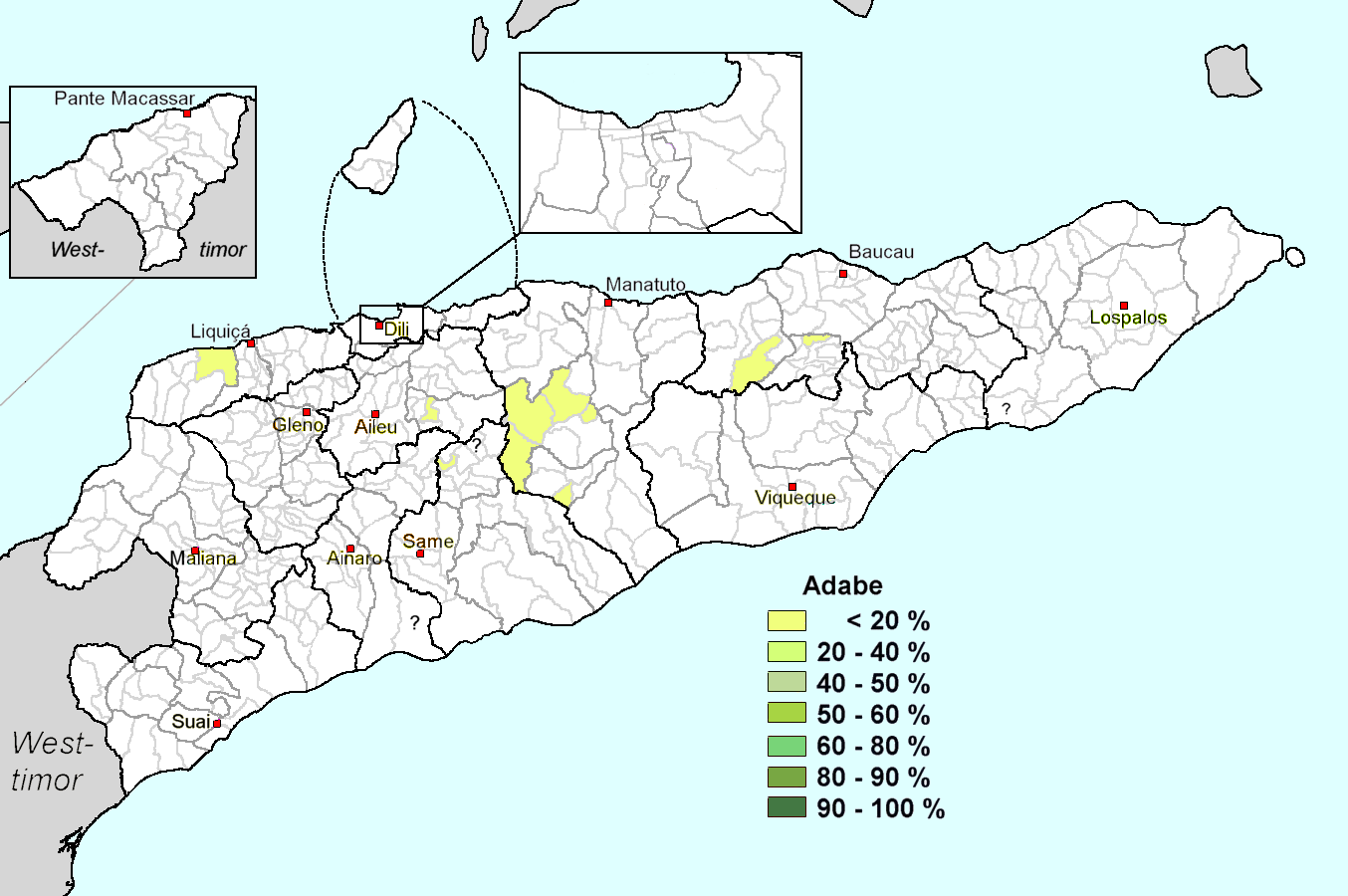
Adbae
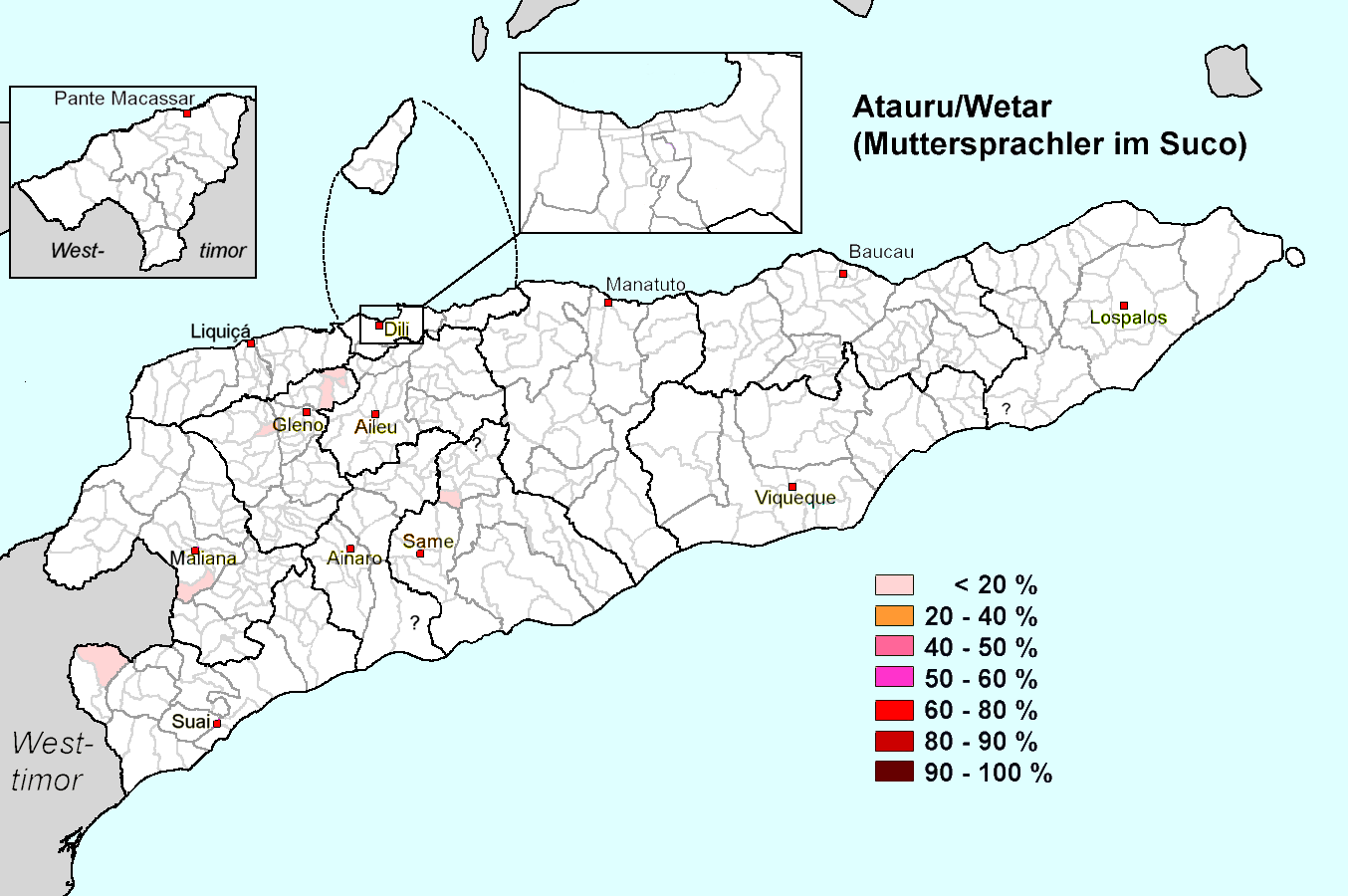
Atauru
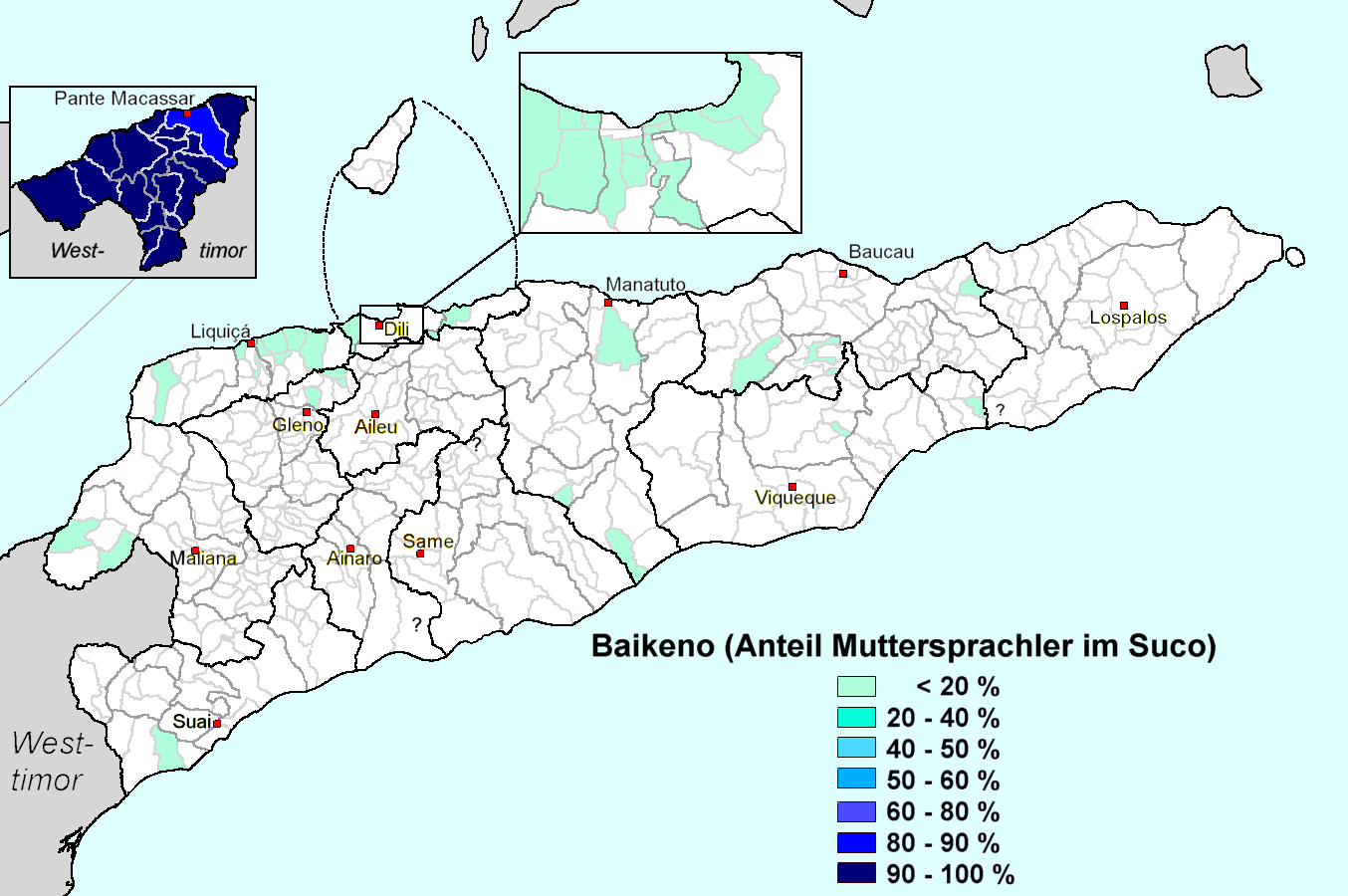
Baikeno
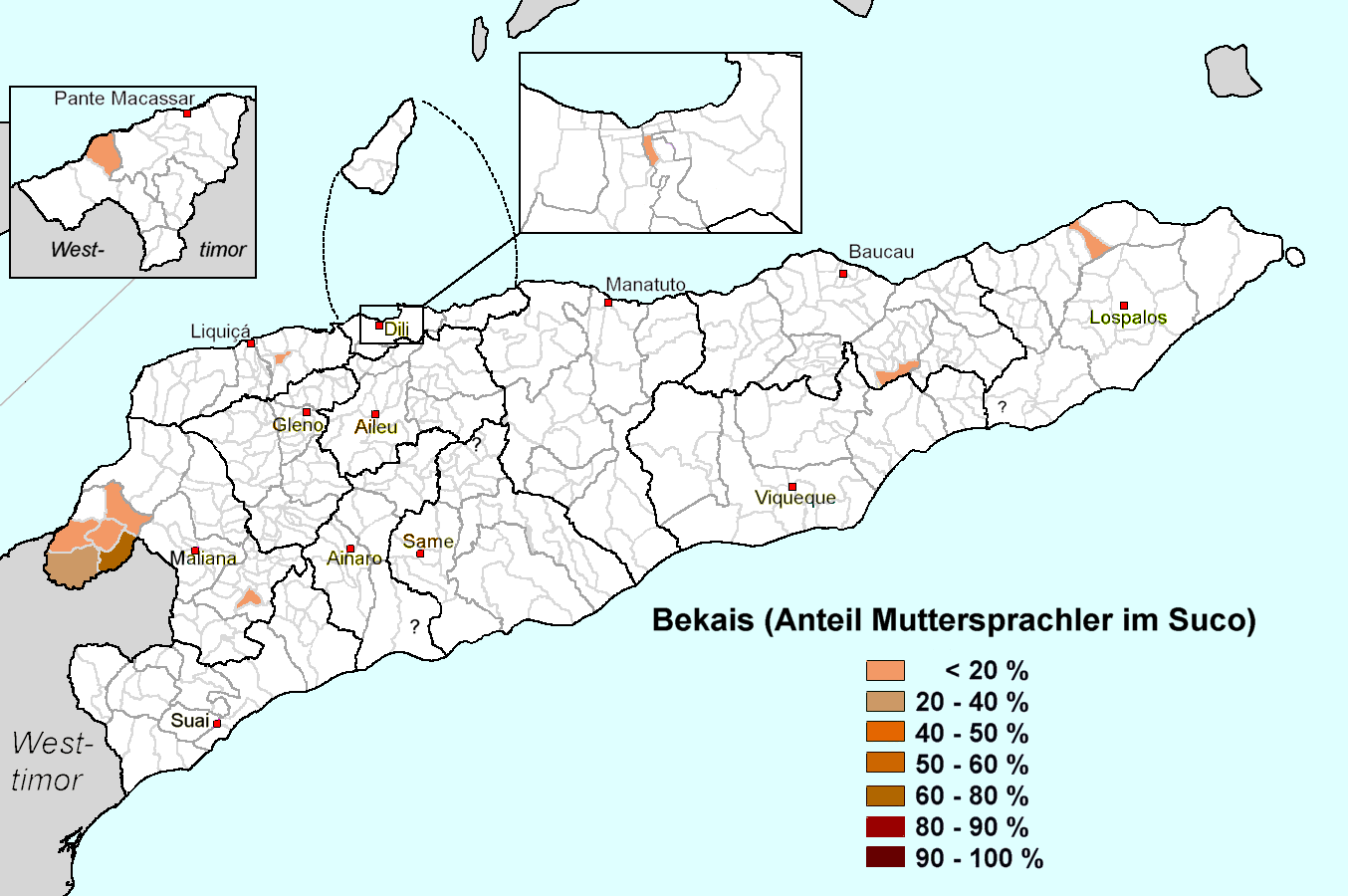
Bekais
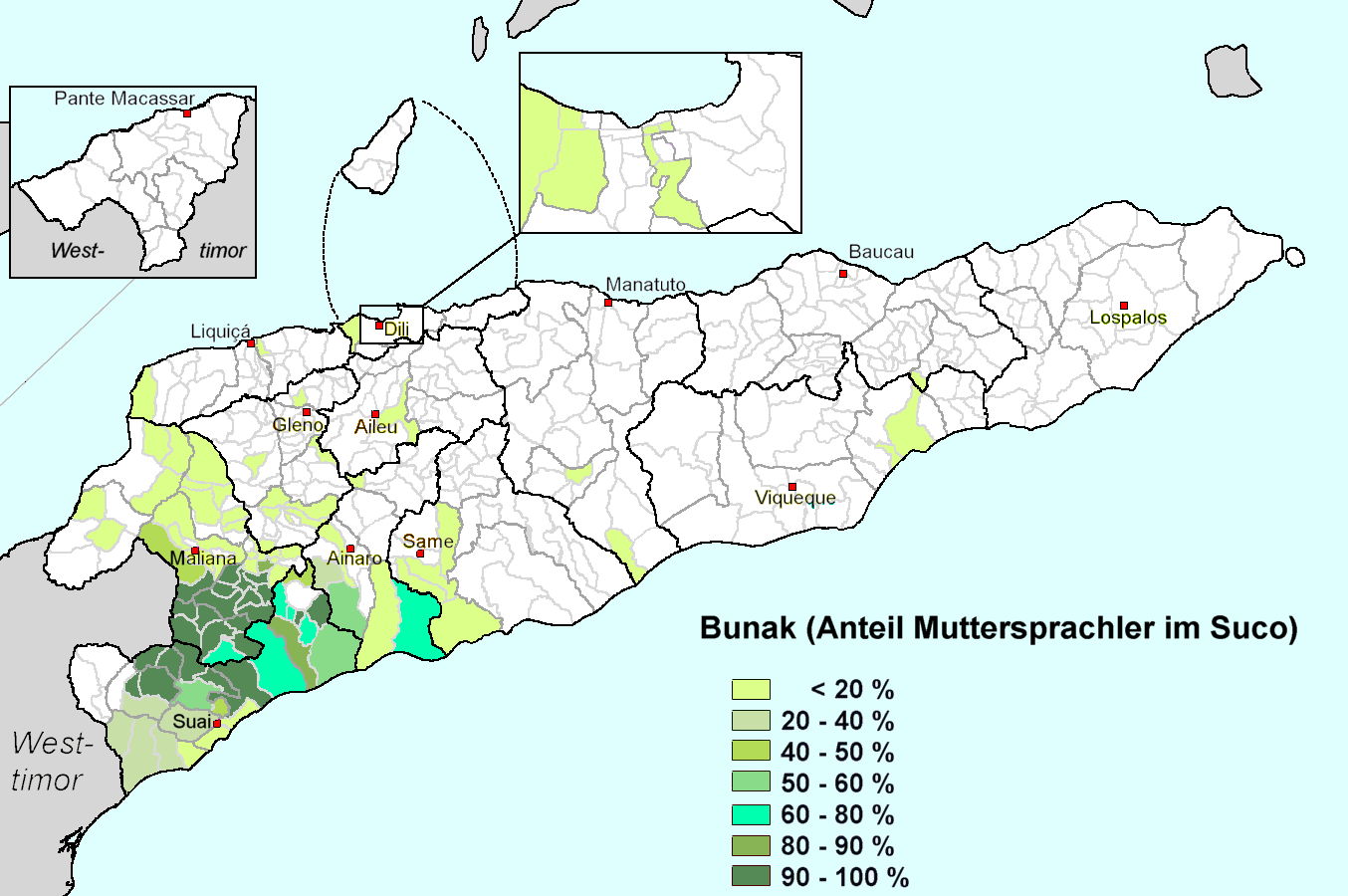
Bunak
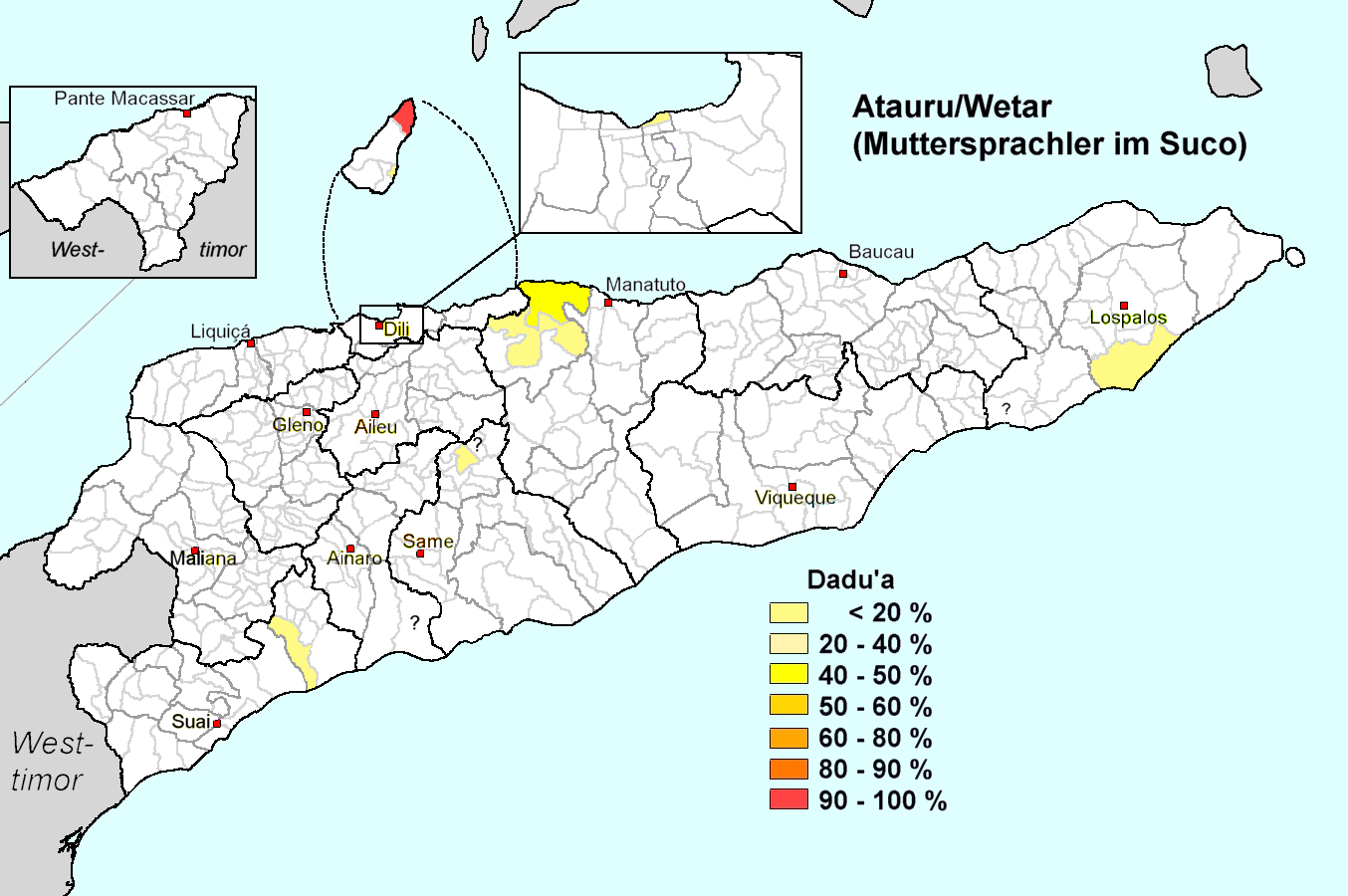
Dadu'a
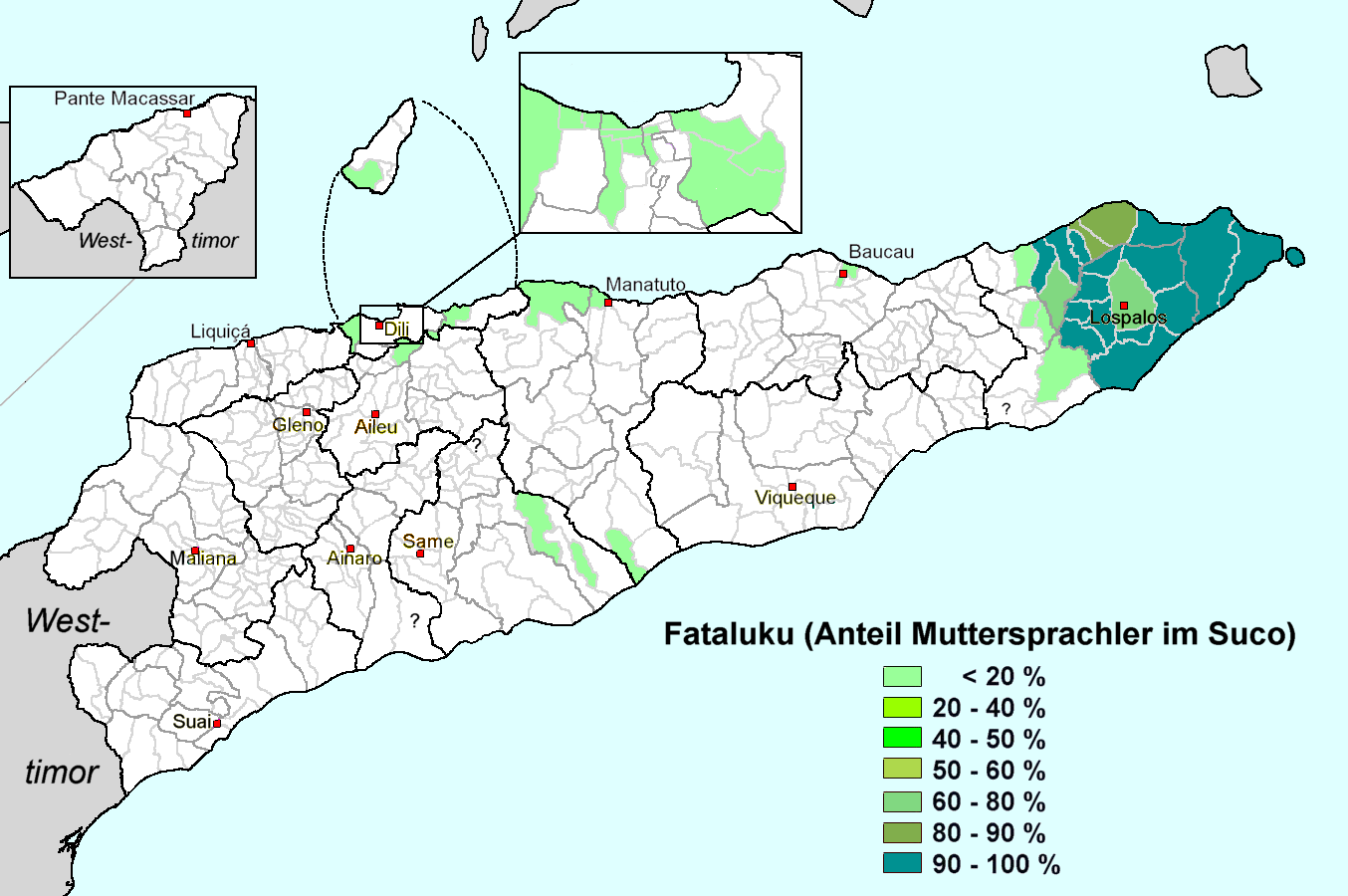
Fataluku
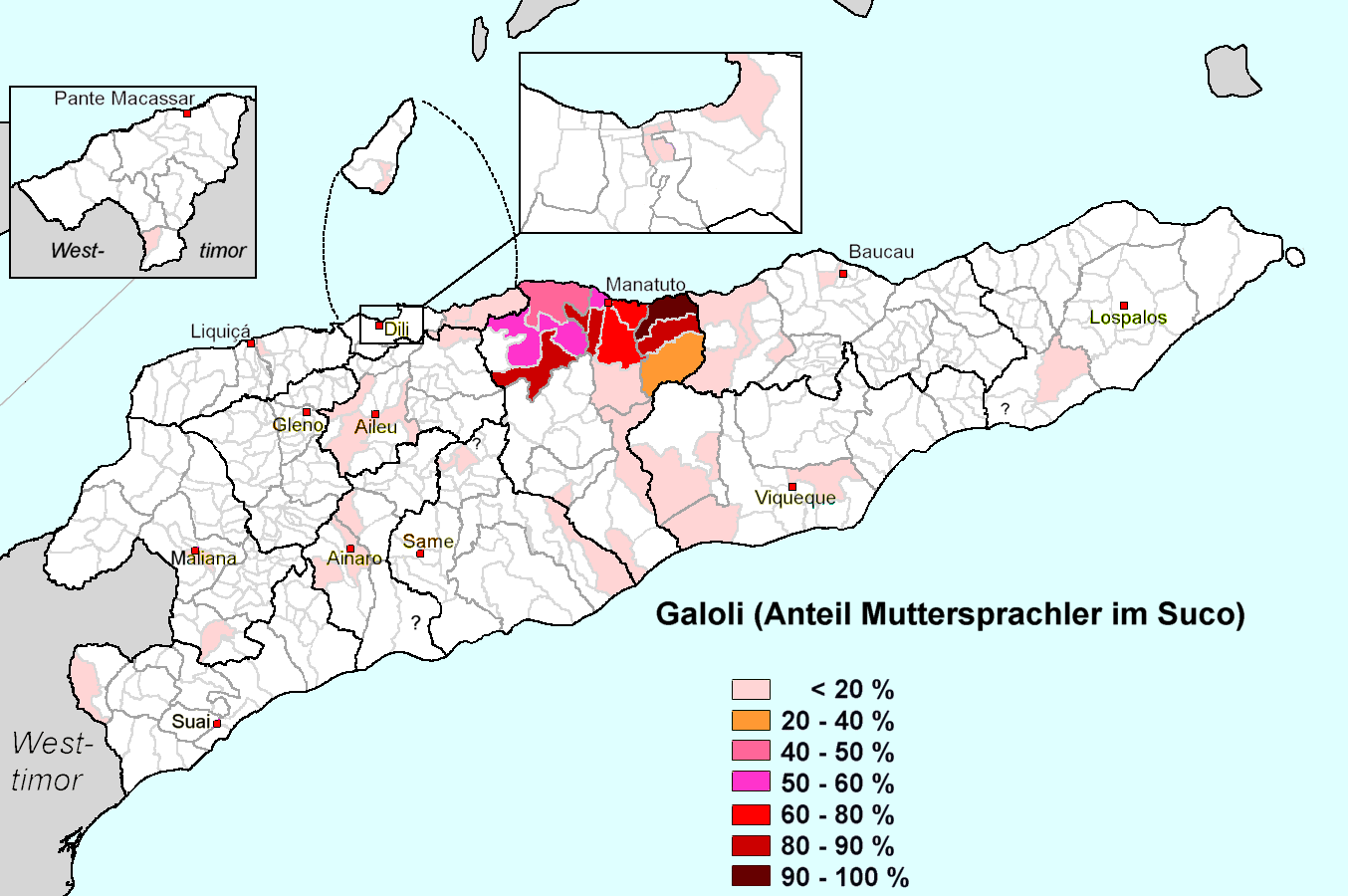
Galoli
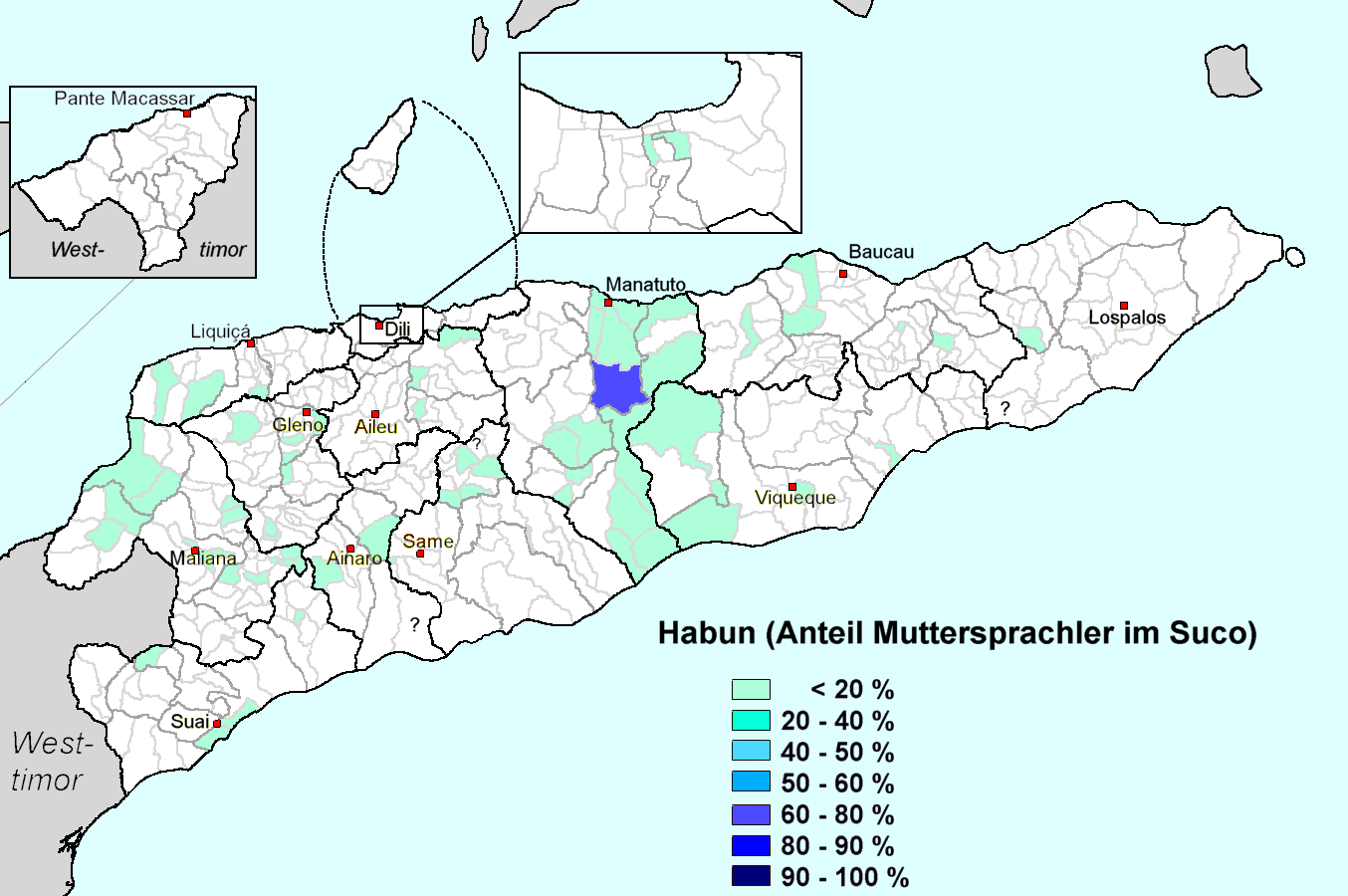
Habun
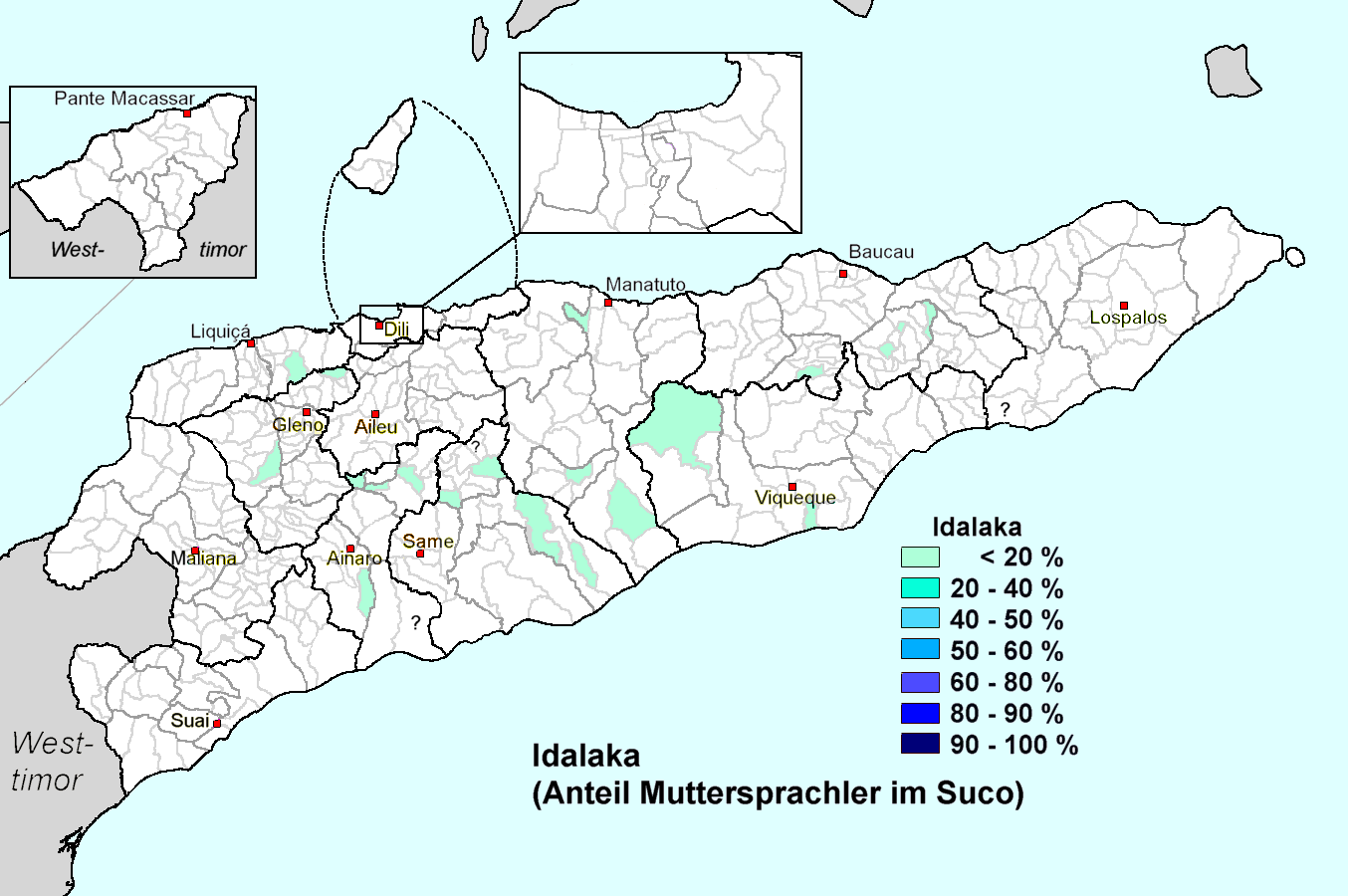
Idalaka
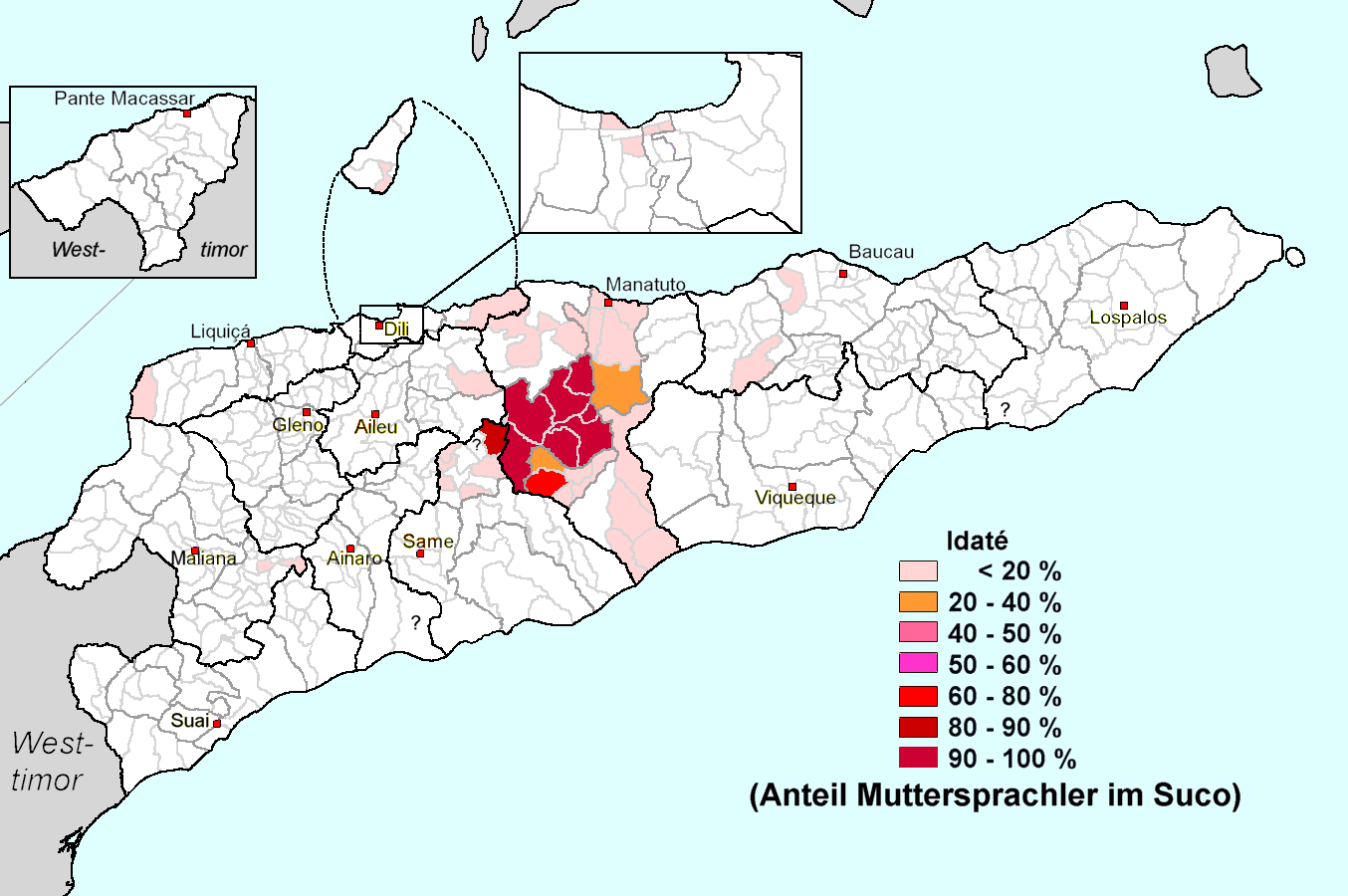
Idaté
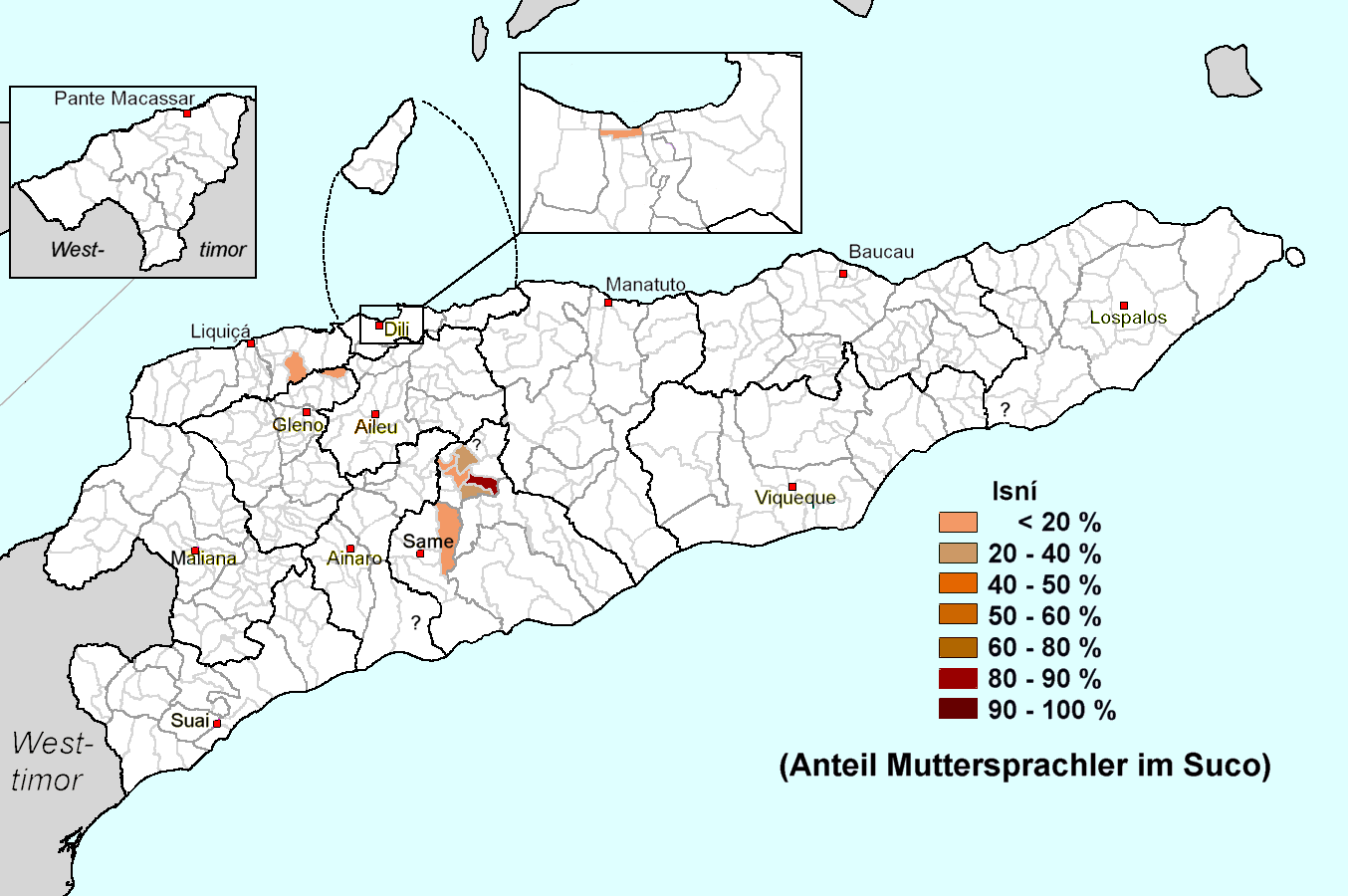
Isní
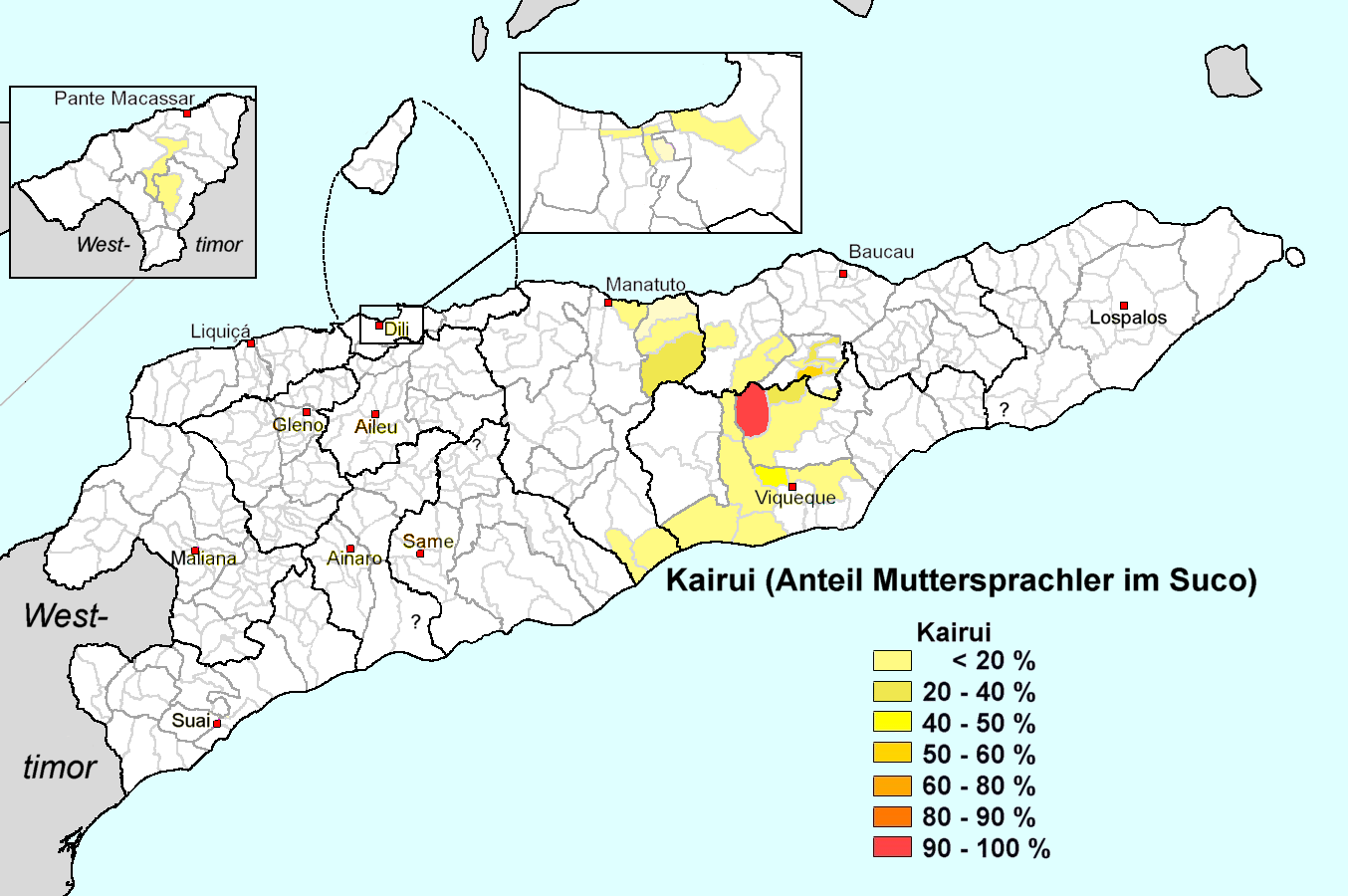
Kairui
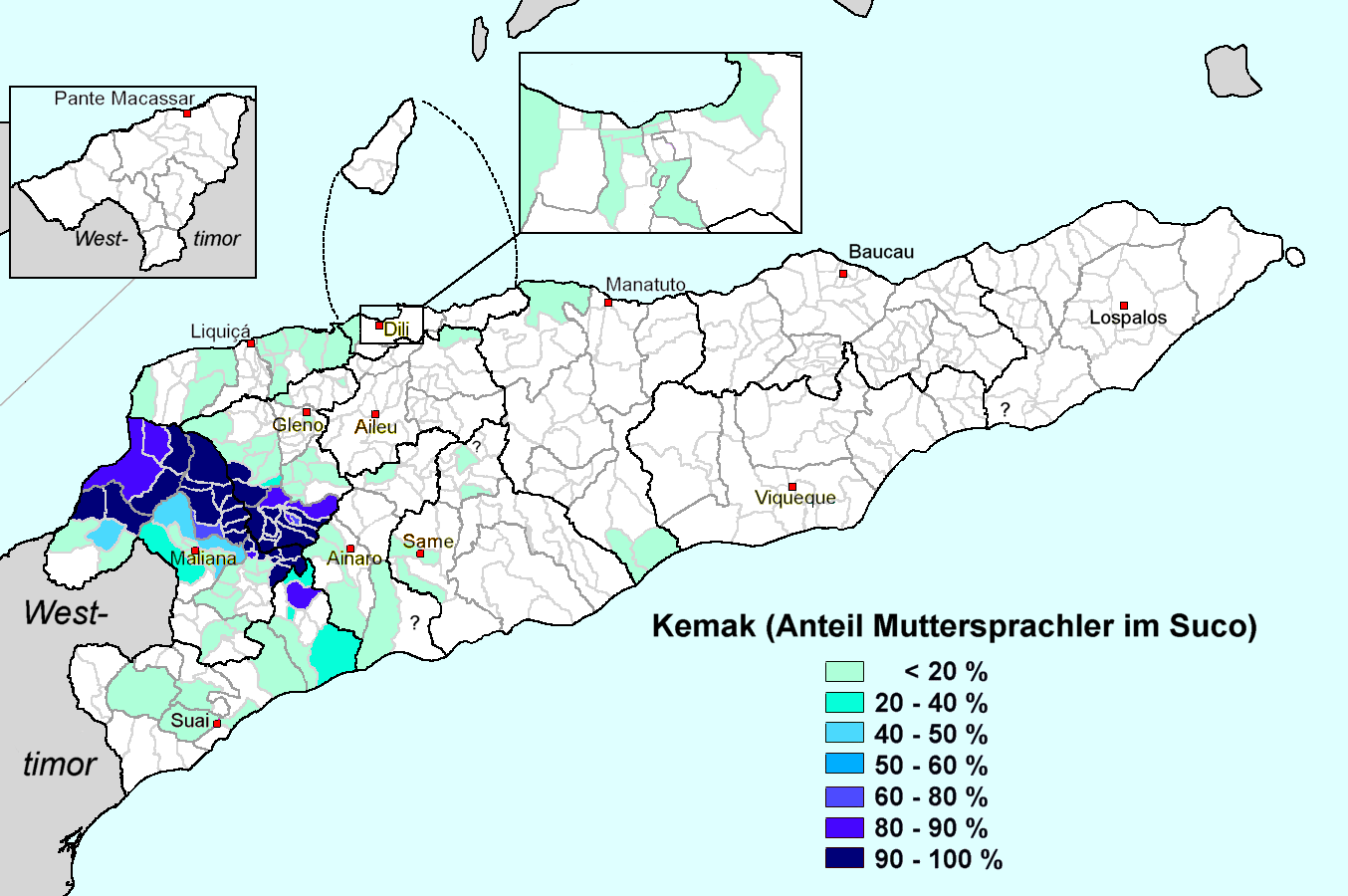
Kemak
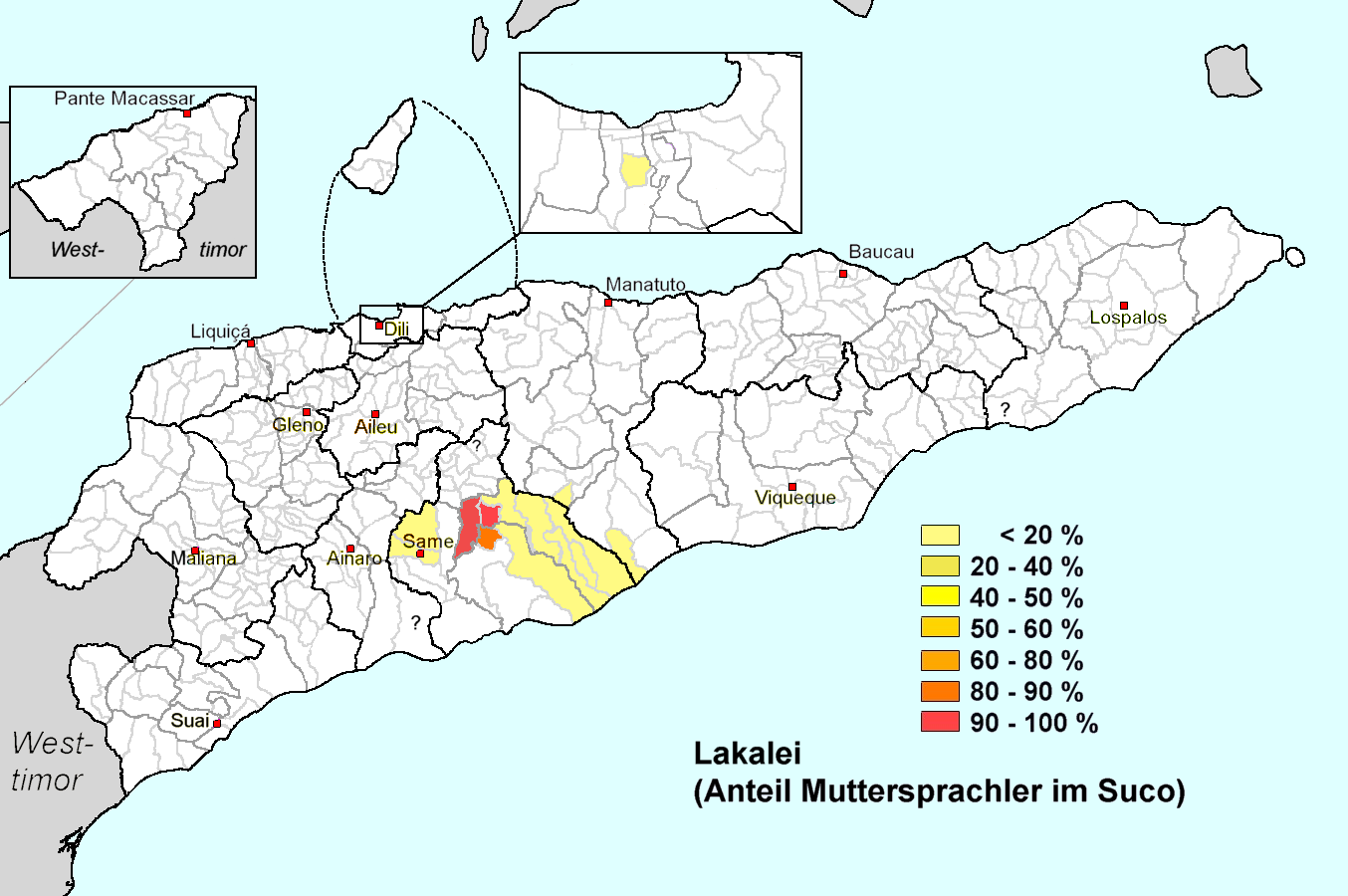
Lakalai
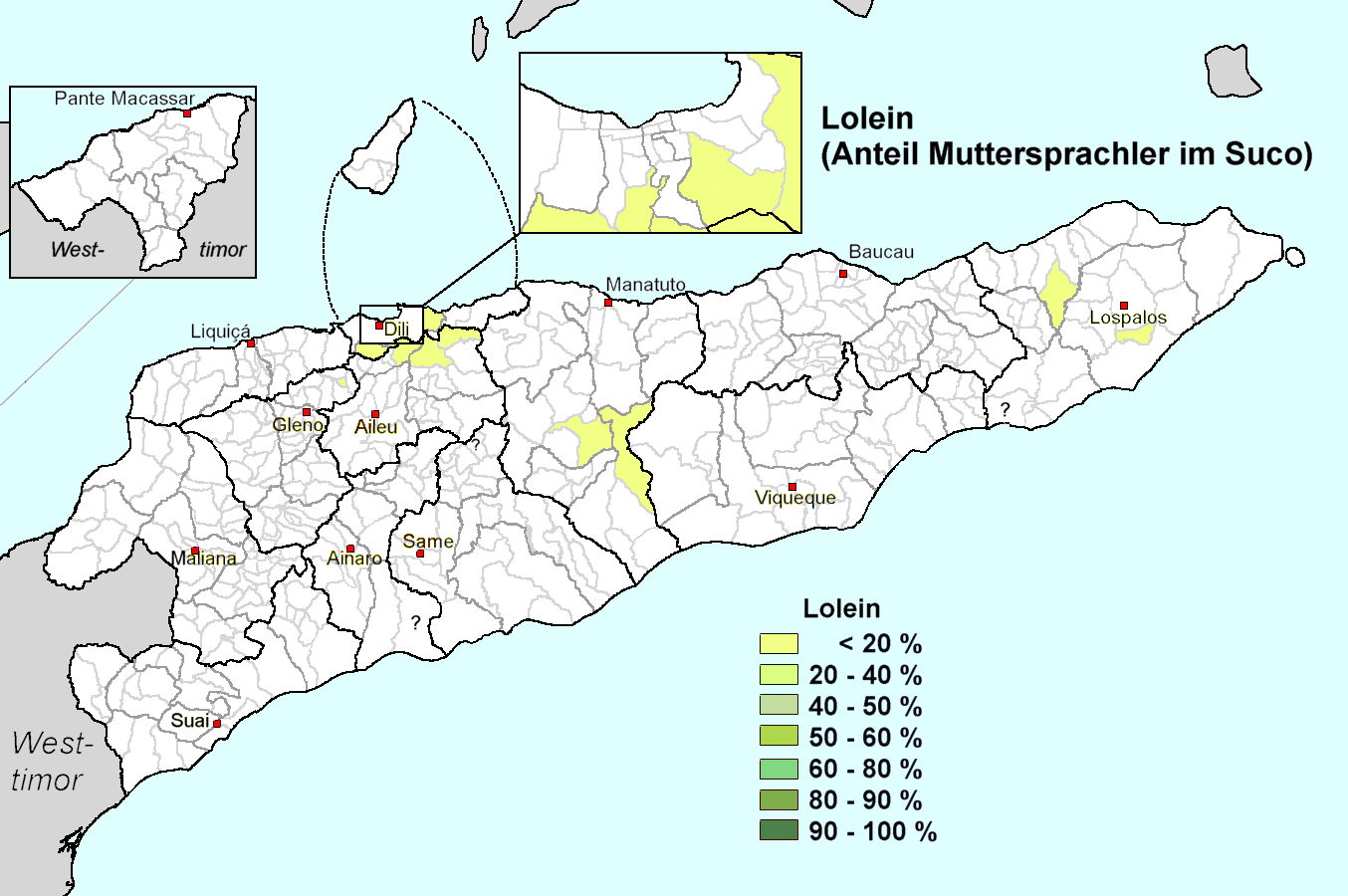
Lolein
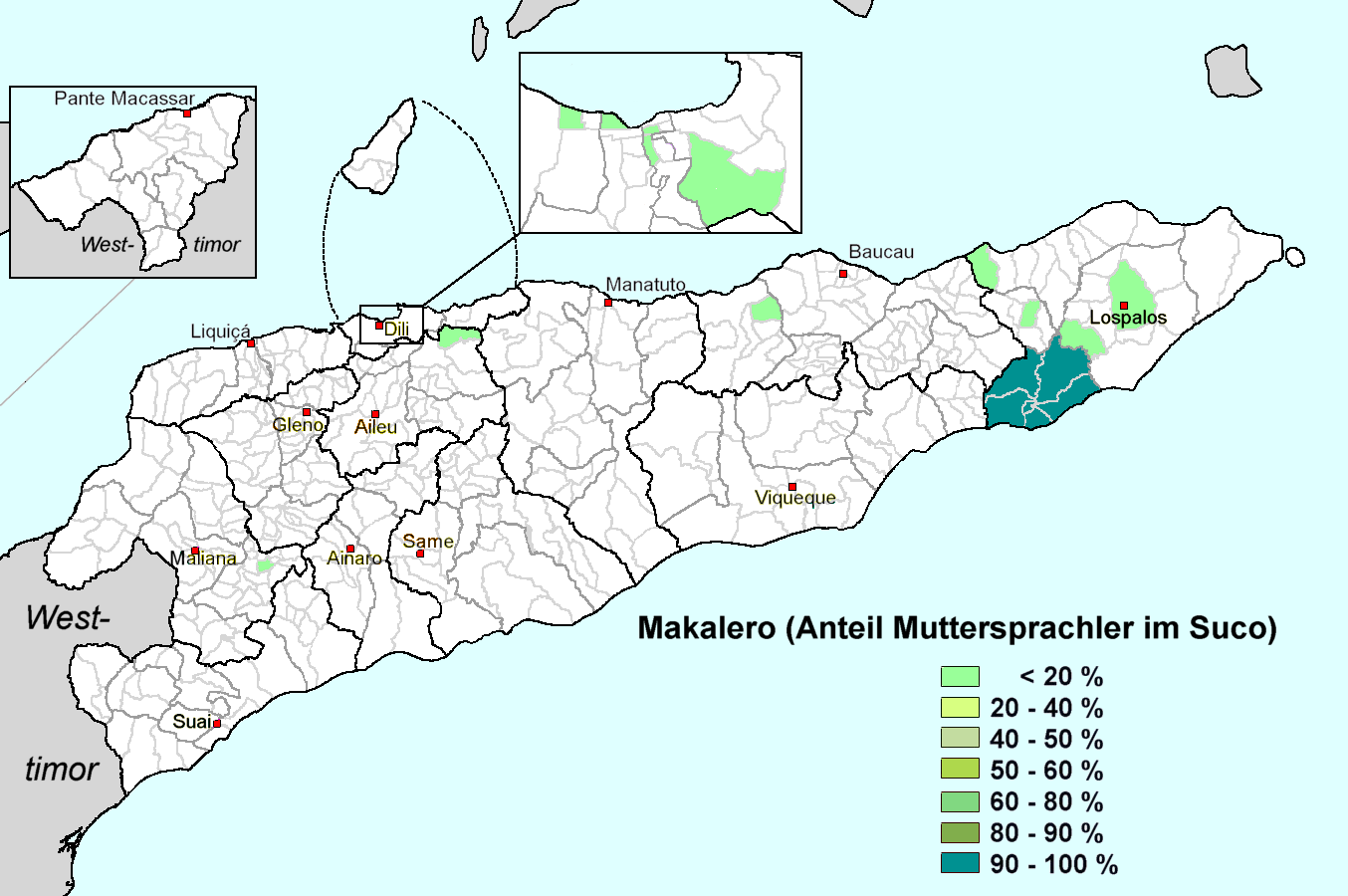
Makalero
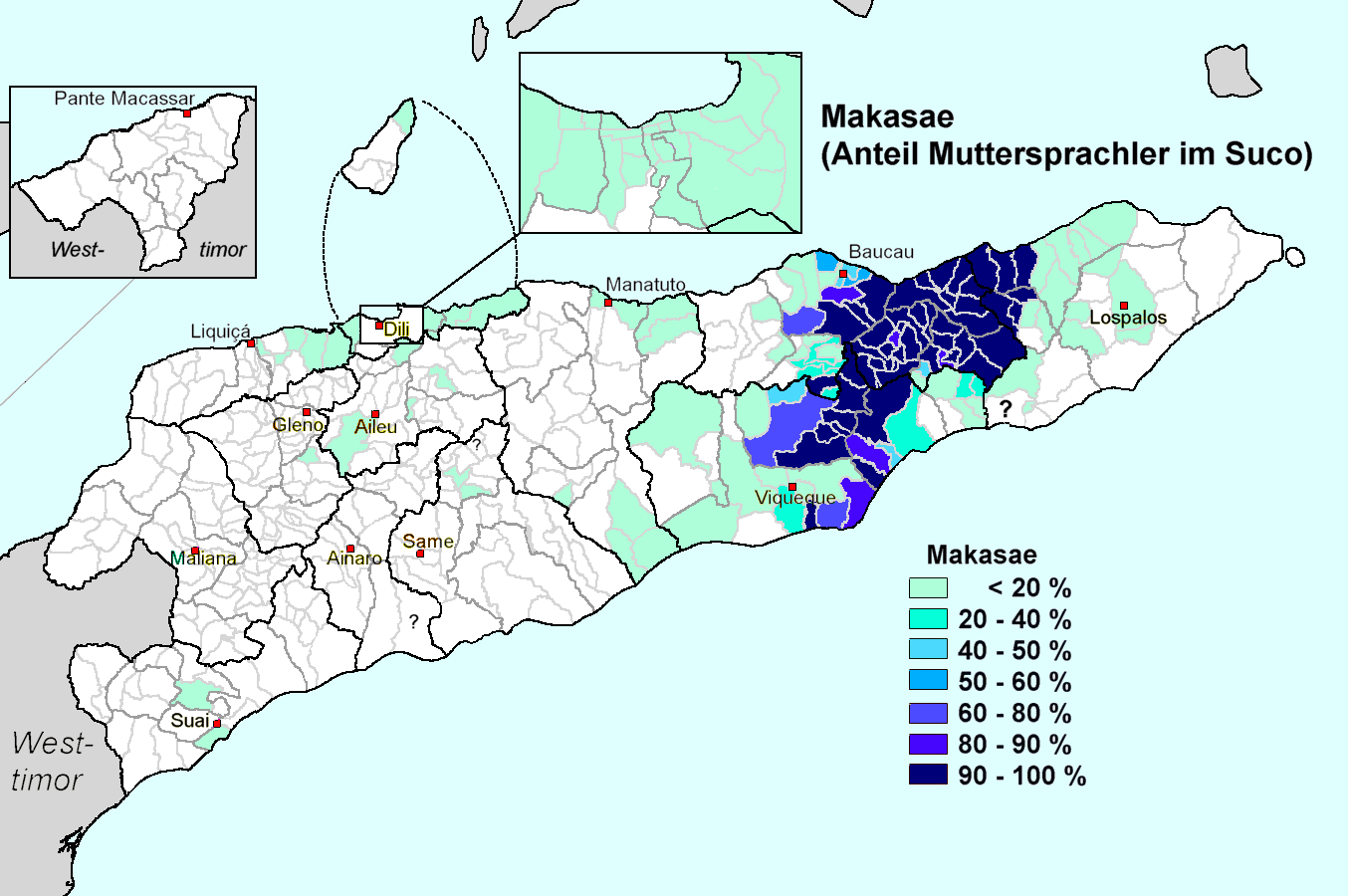
Makasae
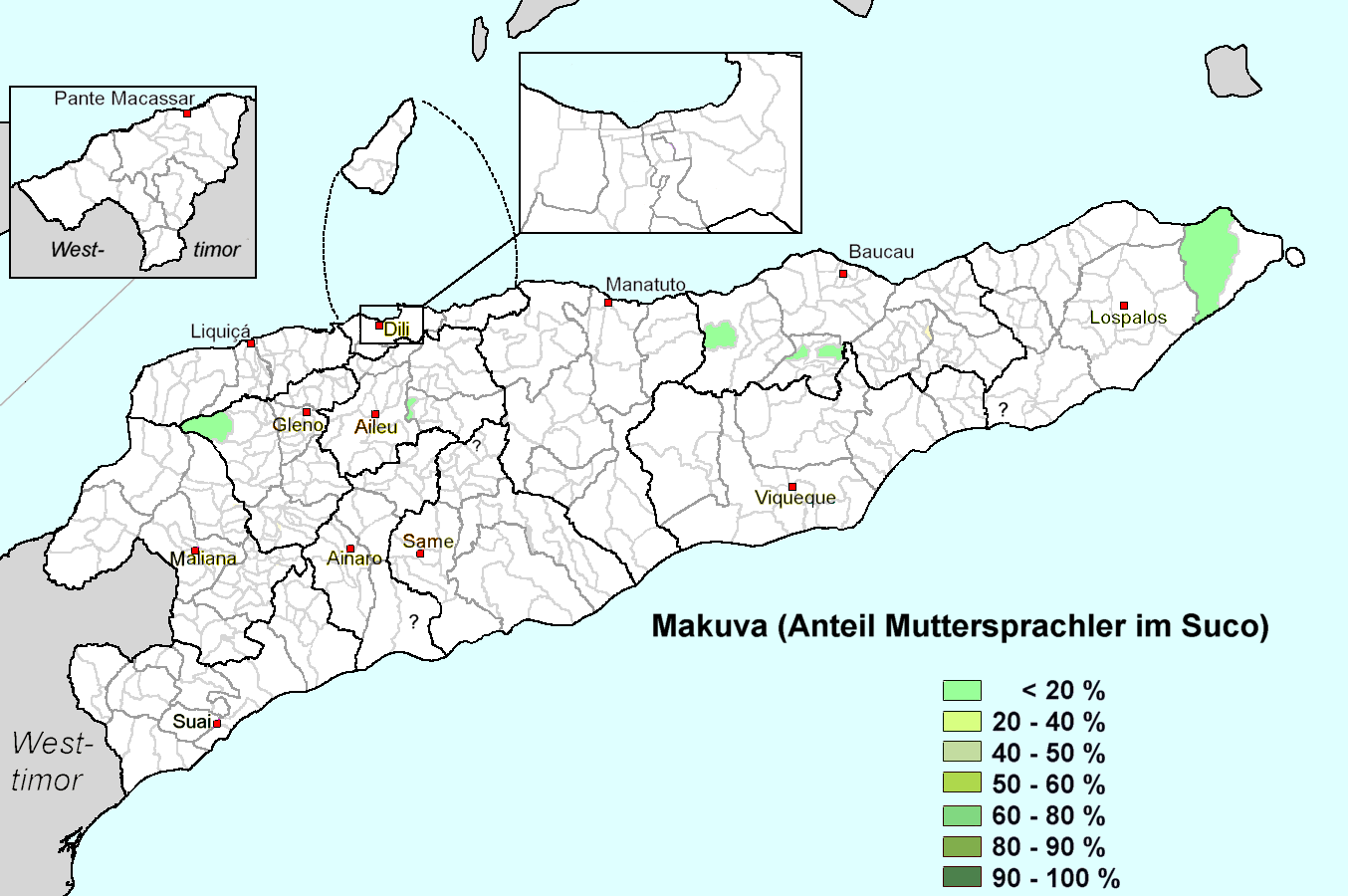
Makuva
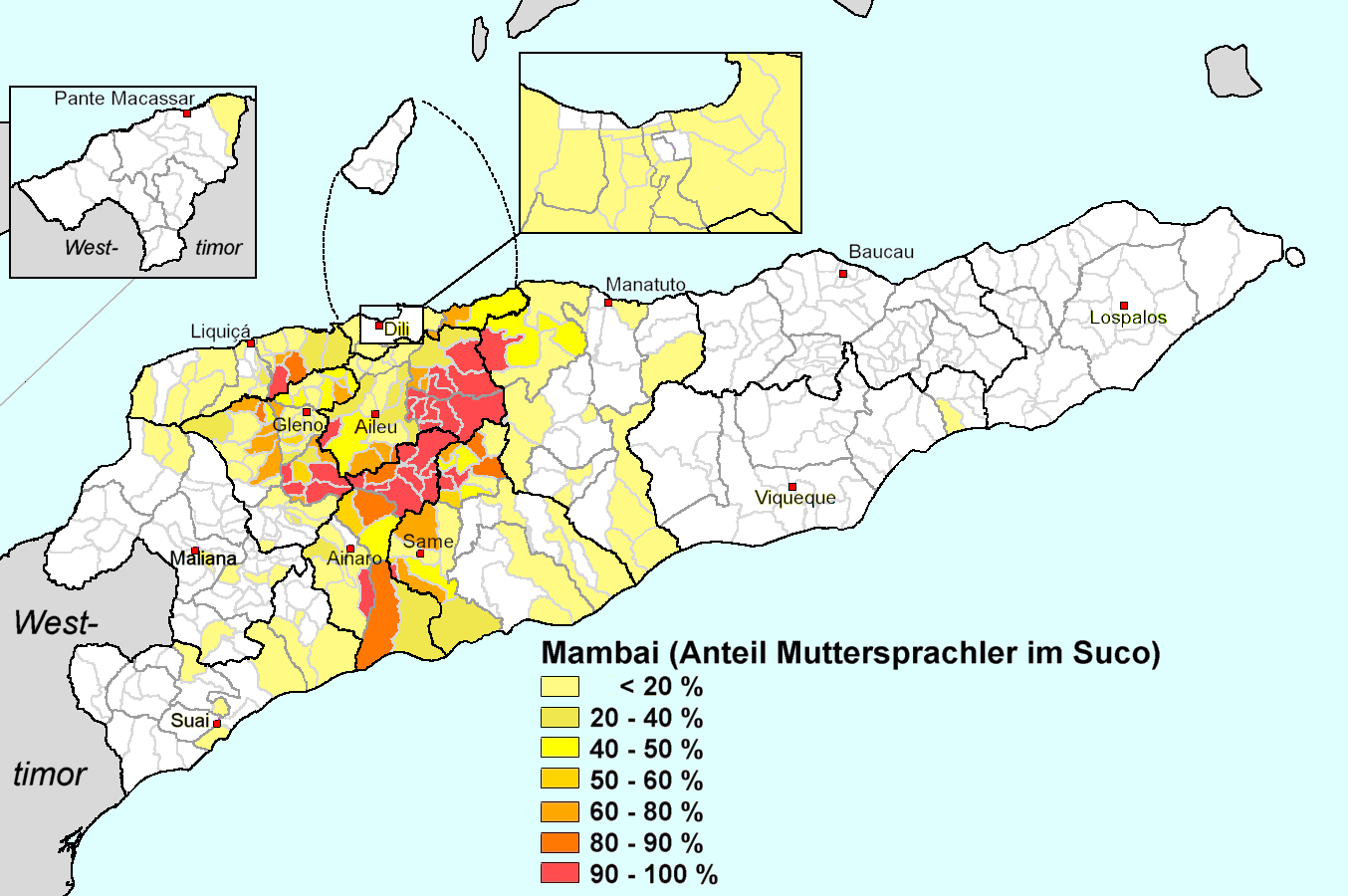
Mambai
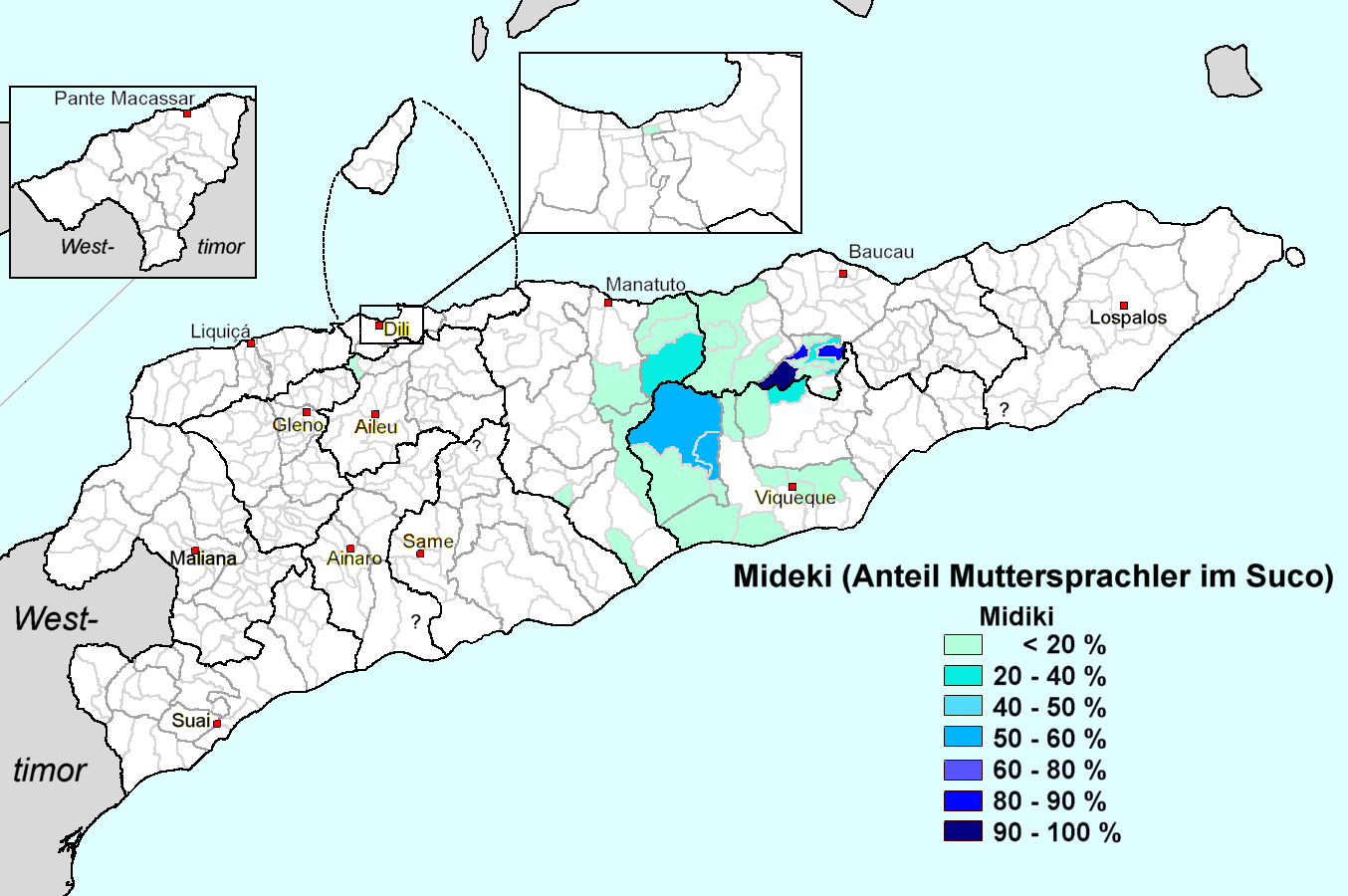
Mideki
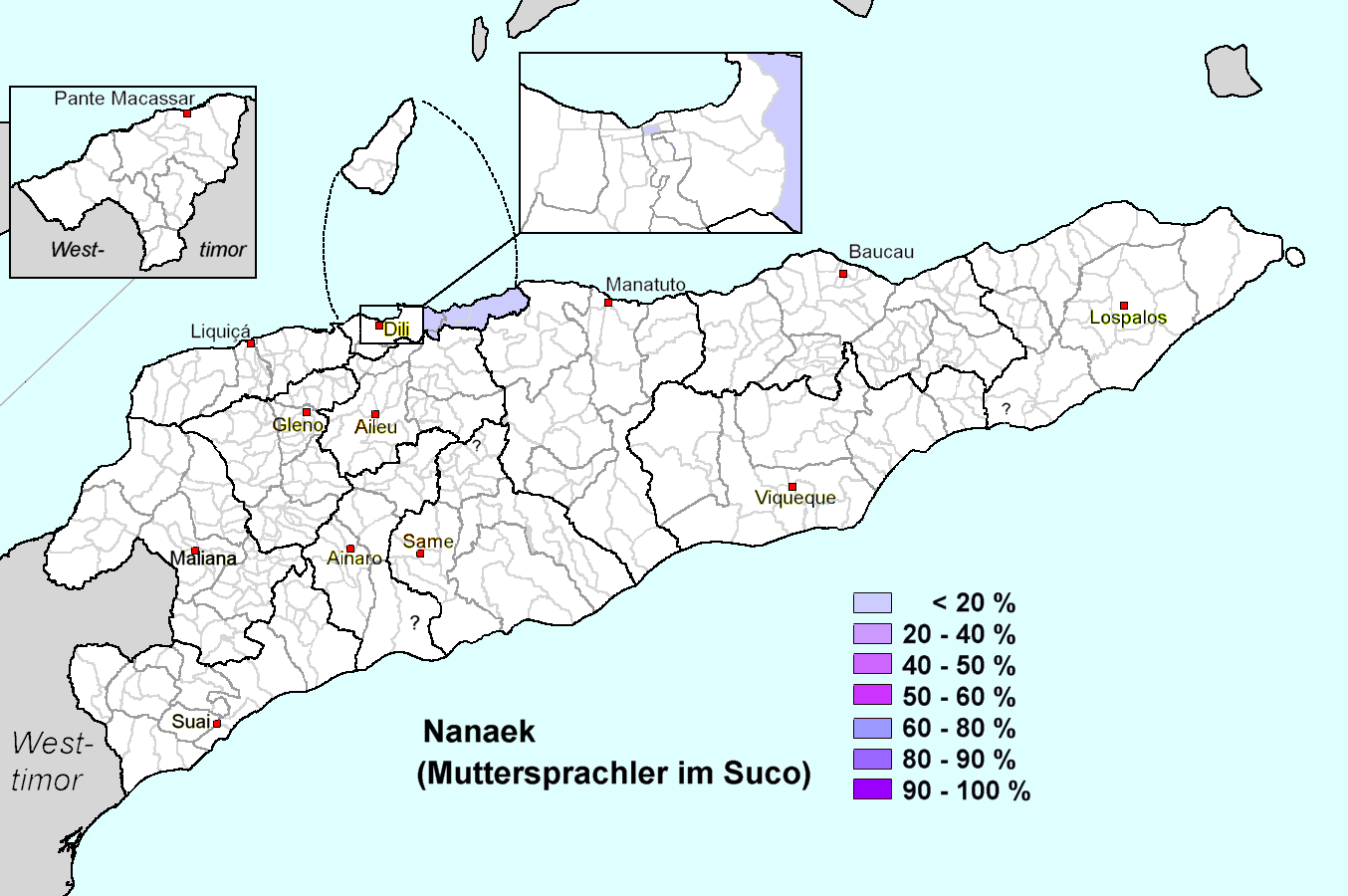
Nanaek
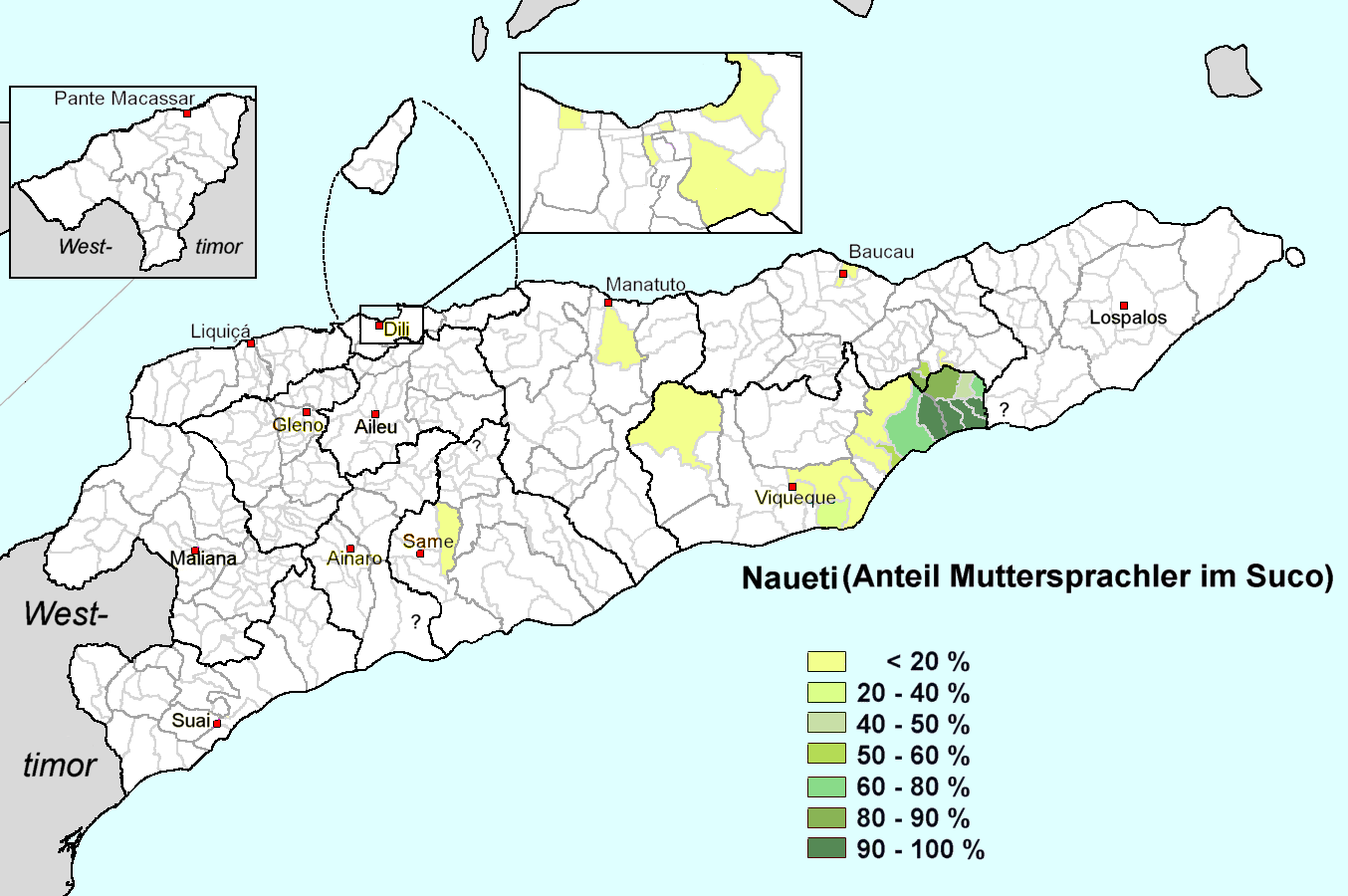
Naueti
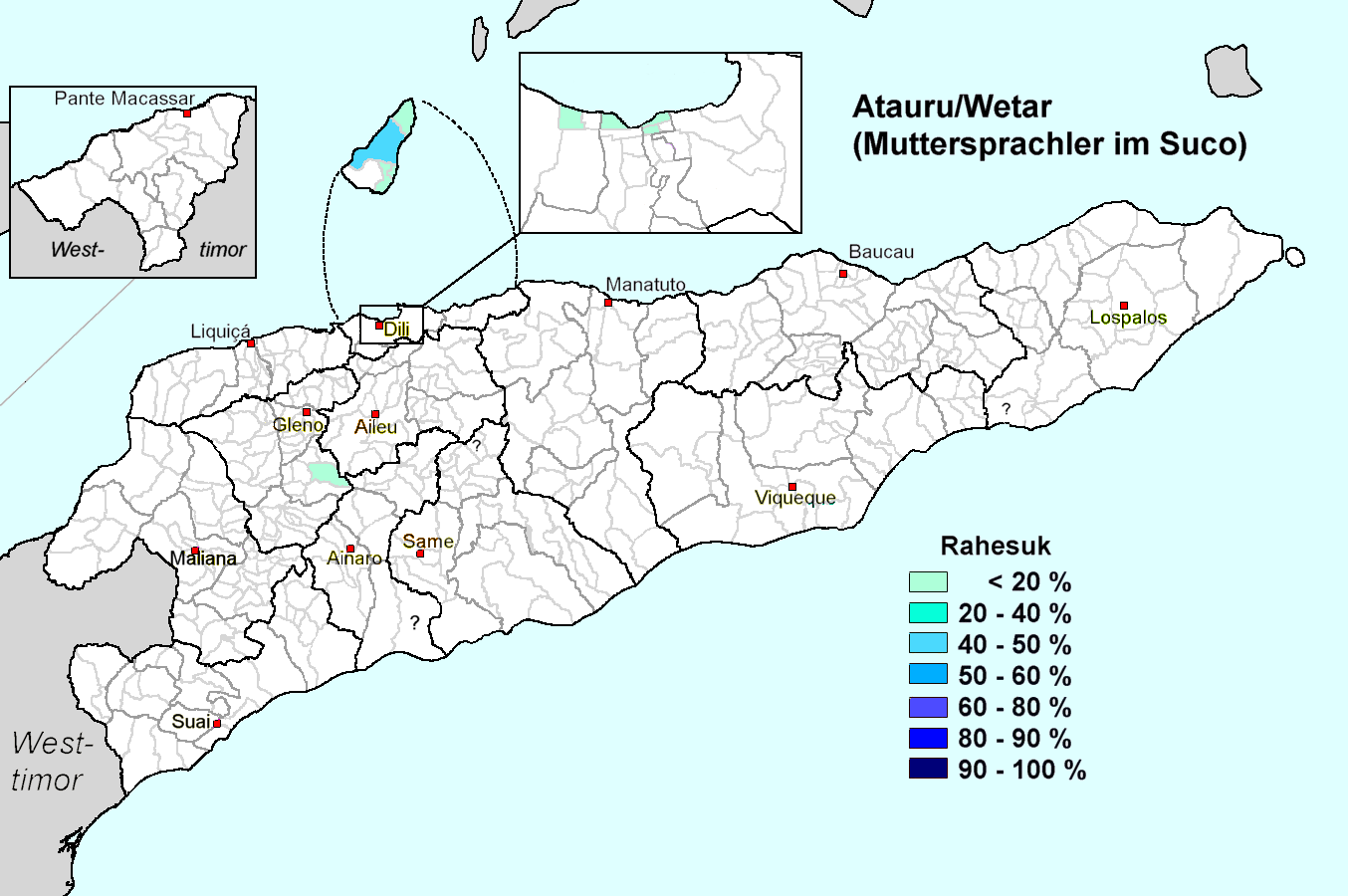
Rahesuk
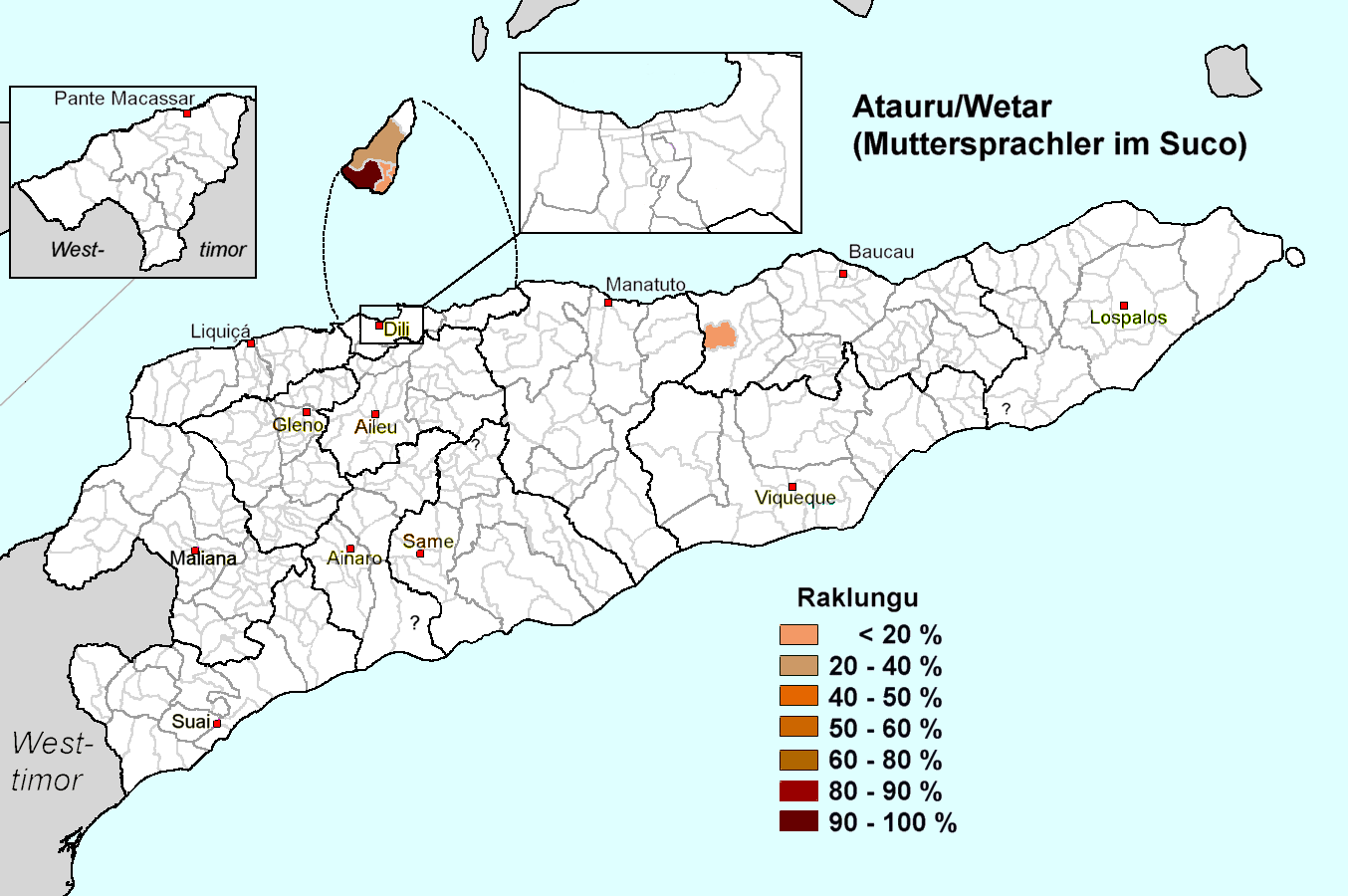
Raklungu
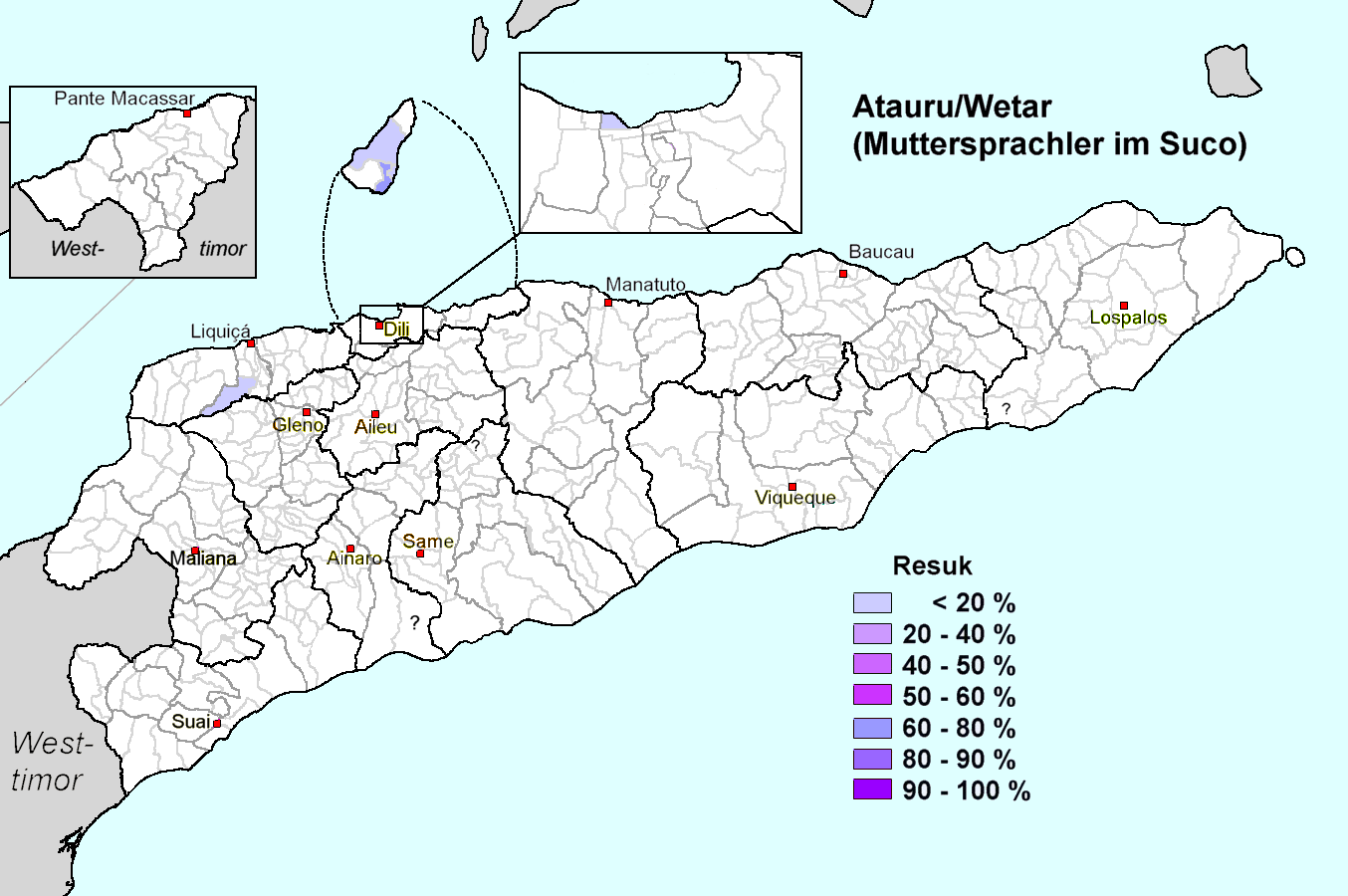
Resuk
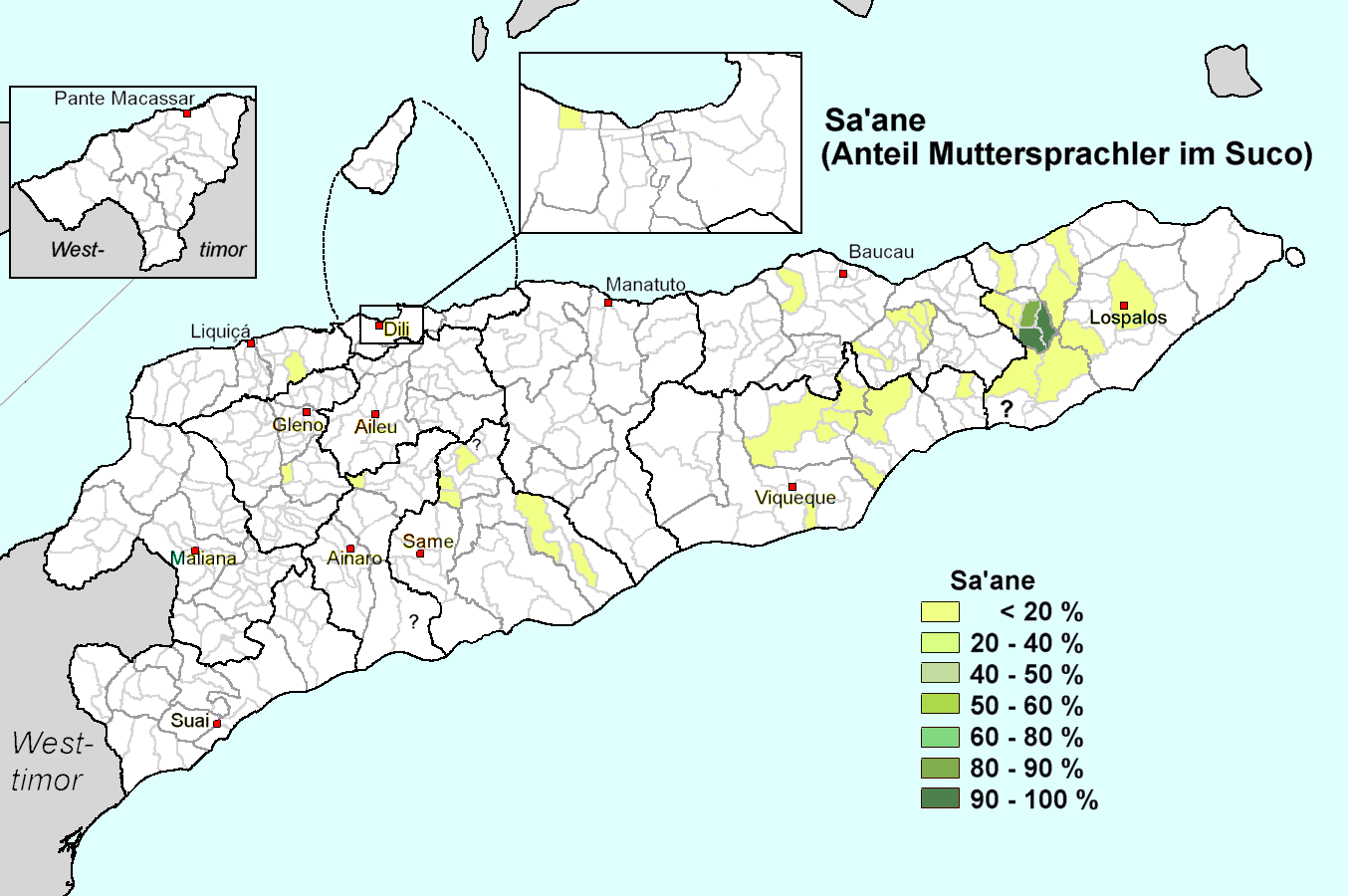
Sa'ane
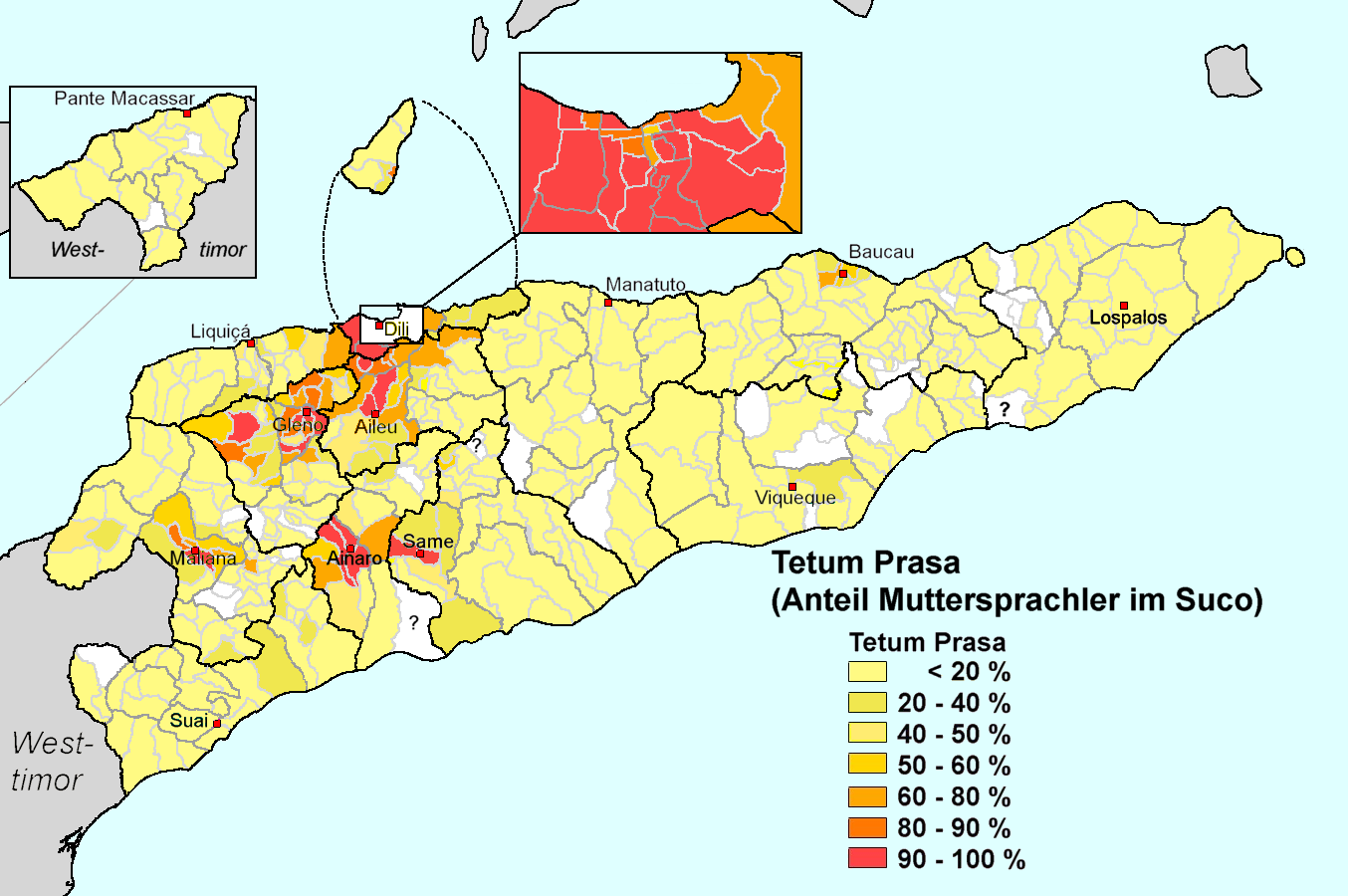
Tetum Prasa
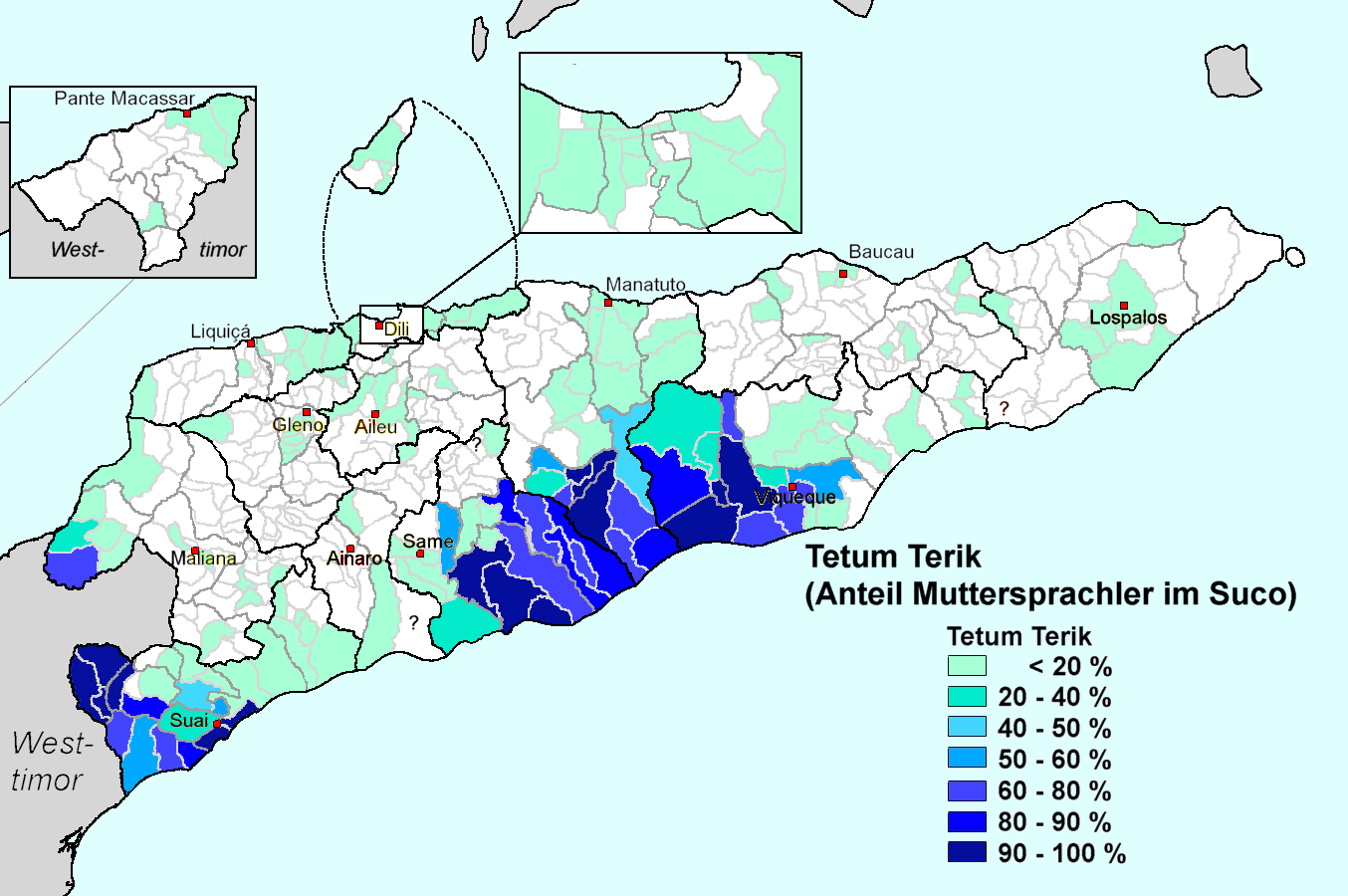
Tetum Terik
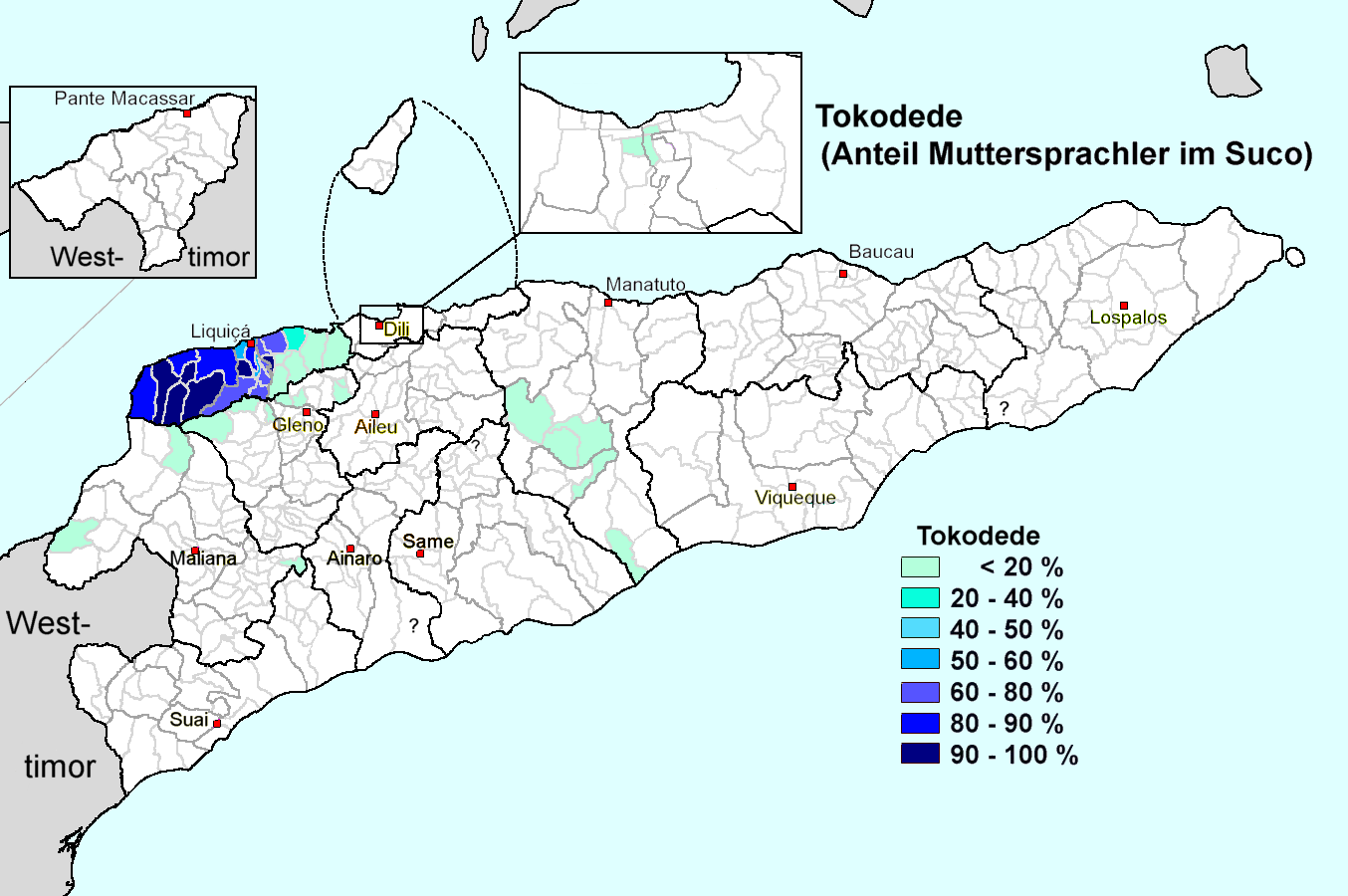
Tokodede
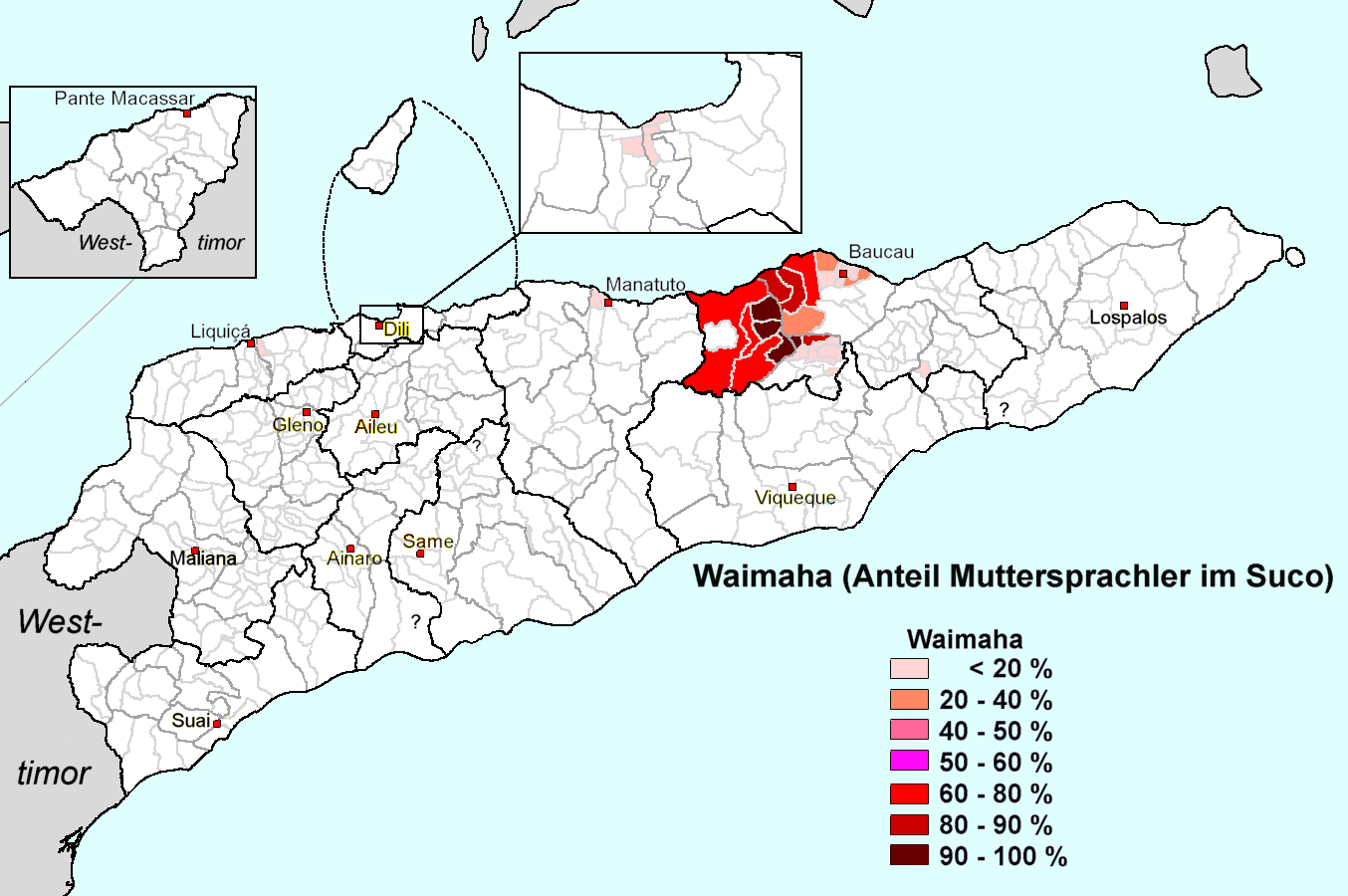
Waimaha

## Tétum
Atualmente, o tétum é a língua com maior expressão em Timor-Leste, devido à sua utilização enquanto língua franca. Esta realidade é fruto do percurso do próprio país. O tétum é uma língua da família austronésia, ou malaio-polinésia, que parece originária da Formosa e talvez também do sul da China continental.
O primeiro tétum, o tétum-térique, já se havia estabelecido como língua franca antes da chegada dos portugueses, aparentemente em consequência da conquista da parte oriental da ilha pelo império dos Belos e da necessidade de um instrumento de comunicação comum para as trocas comerciais. Com a chegada dos portugueses à ilha, o tétum apodera-se de vocábulos portugueses e malaios e integra-os no seu léxico, tornando-se uma língua crioula e simplificada – nasce o tétum-praça.
Muito embora, em finais do século XIX, os jesuítas de Soibada tenham já traduzido para tétum parte da Bíblia e, em 1913, o governador da colónia tenha tentado introduzir o tétum no sistema educativo timorense, é apenas em 1981 que a Igreja adopta esta língua na liturgia.
Apesar do tétum-praça possuir variações regionais e sociais, hoje o seu uso é alargado porque é compreendido por quase toda a população timorense. É este tétum-praça que foi adoptado como "língua oficial" com a designação de Tétum Oficial.

## Português
Durante o domínio português, quer na administração, quer no sistema de ensino, era usada exclusivamente a língua portuguesa, embora coexistindo, no dia-a-dia, com o tétum e com outras línguas. O português influenciou profundamente o tétum, especialmente o dialecto falado em Díli, conhecido como tétum-praça, que constitui atualmente a versão oficial da língua e a que se ensina nas escolas.
Com a anexação do território pela Indonésia, o uso do português foi proibido, impondo-se a língua indonésia, idioma até então desconhecido no território. Por vezes o indonésio é referido em português como "bahasa", mas isso é incorrecto porque "bahasa" significa "língua" ("bahasa Indonesia" = língua indonésia, "bahasa tetun" = língua tétum, "bahasa portugis" = língua portuguesa). Durante 24 anos, toda uma geração de timorenses cresceu e foi educada nesta língua. O português sobreviveu, no entanto, como língua de resistência, usada pela Fretilin e pelas outras organizações da resistência nas suas comunicações internas e no contacto com o exterior. Este uso do português, muito mais do que do tétum, conferiu-lhe uma enorme carga simbólica.
Com o termo da ocupação e a independência de Timor-Leste em 20 de Maio de 2002, as novas autoridades do país fizeram questão de recuperar o idioma da antiga potência administrante. A Constituição reconhece ao português o estatuto de língua oficial" ao lado do tétum.
Para os timorenses mais idosos, o indonésio é negativamente conotado com o regime repressivo de Suharto mas, por outro lado, muitos jovens têm-se mostrado adversos à reintrodução do português, visto como "língua colonial", um pouco como os indonésios veem o holandês. No entanto, enquanto a língua e a cultura holandesas tiveram reduzida influência na Indonésia, as culturas portuguesa e timorense interligaram-se ao longo dos séculos, nomeadamente através de casamentos mistos, criando-se uma afectividade em relação ao português em Timor-Leste que nunca existiu com o holandês na Indonésia. Um bom exemplo da aceitação popular do português é o facto de 70% dos apelidos (sobrenomes) e 98% dos nomes próprios dos timorenses serem, ainda hoje, portugueses.
Contando com a colaboração activa de Portugal e do Brasil, o português tem vindo progressivamente a recuperar terreno, sendo que actualmente cerca de 30% dos timorenses falam português (23,5% de acordo com o censo de 2010).